# カーボディーズ
カーボディーズ（Carbodies Limited）は、イギリス・コヴェントリーのホーリーヘッド・ロード（Holyhead Road）に所在した自動車メーカーである。 同社はコーチビルダーとして事業を開始したが、のちにロンドンタクシーの生産を手掛けるようになった。
2010年にロンドンタクシー・カンパニー（The London Taxi Company）に改称。2013年には中国の吉利グループ傘下となり、2017年にロンドンEVカンパニー（LEVC）として再編された。LEVCの本社は現在もコヴェントリー近郊ウォリックシャーのアンスティ・パークに位置する。

## 歴史
コーチビルダーのホリック・アンド・プラット社（Hollick and Pratt）の元総支配人であったロバート・「ボビー」・ジョーンズ（Robert 'Bobby' Jones）が当時の勤務先であった材木商のグッダーハムズ社（Gooderhams）を買収し、コヴェントリーのウエスト・オーチャード（West Orchard）にあったトーマス・パス社（Thomas Pass）から買い取った設備で事業を始めた。

### 標準化されたコーチワーク

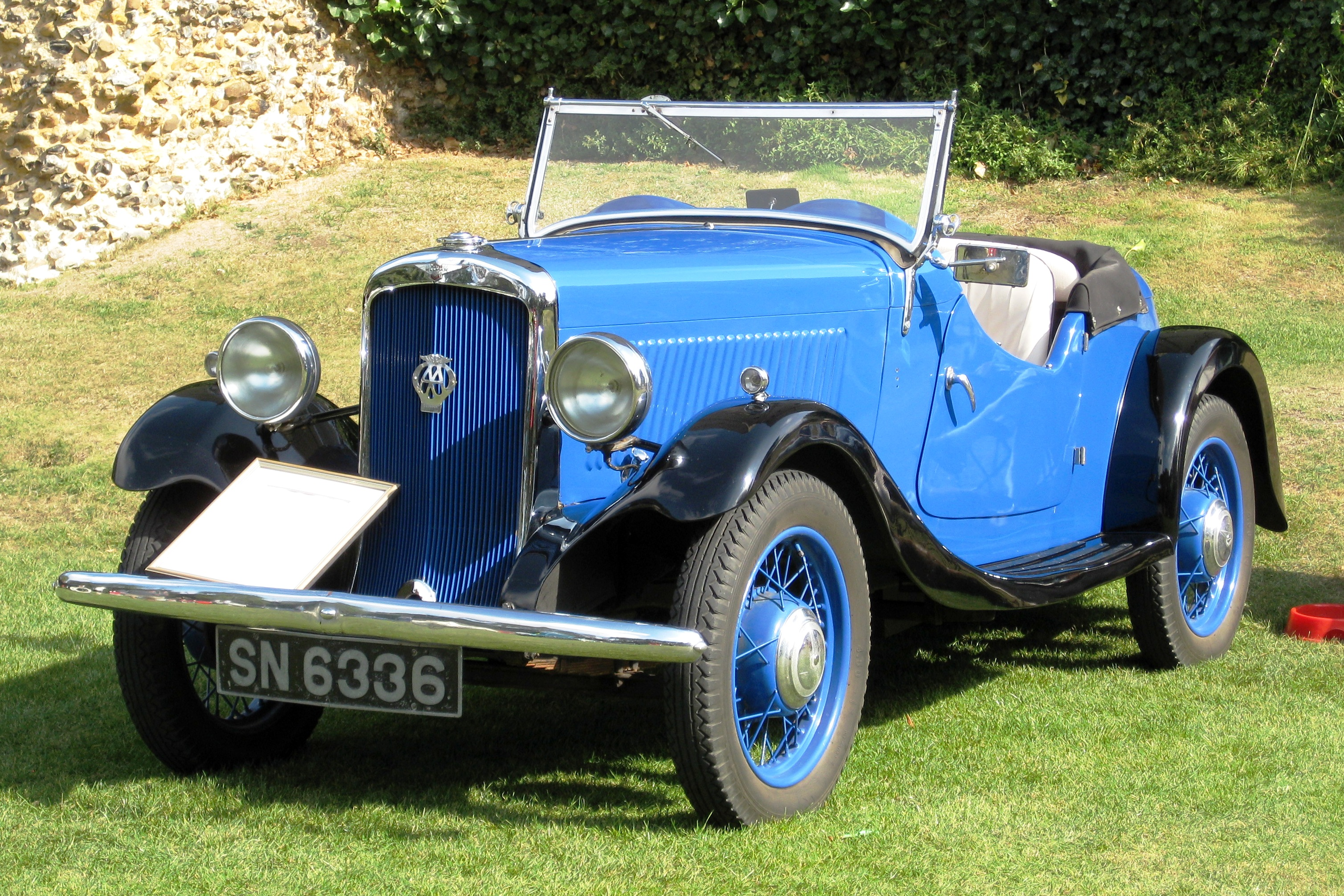
ヒルマン・ミンクス スポーツツアラー（1934年）

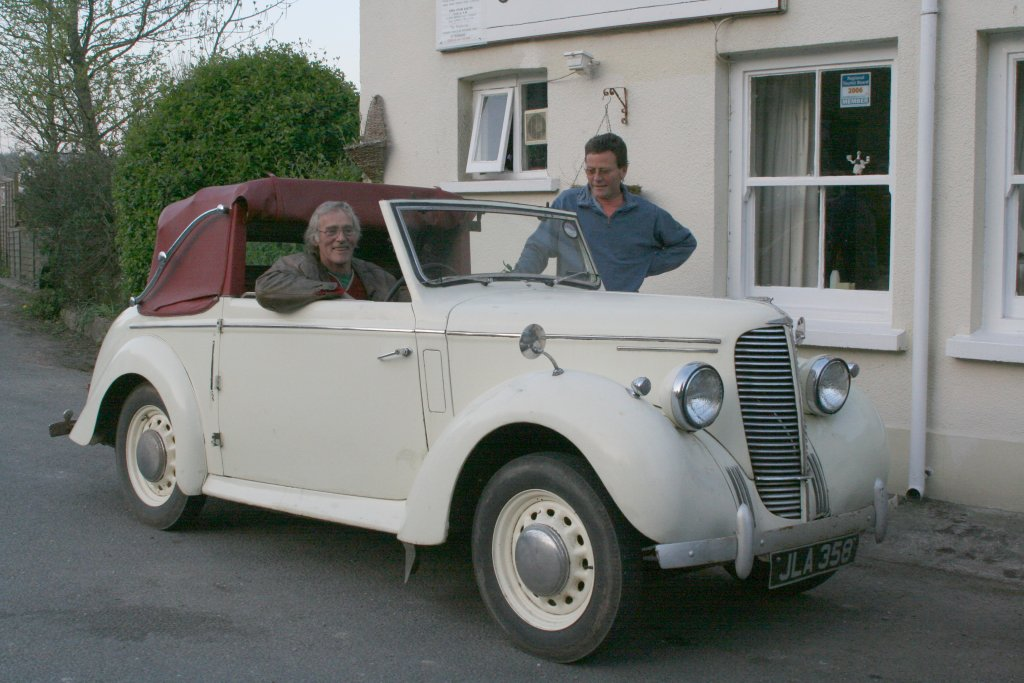
ヒルマン・ミンクス ドロップヘッドクーペ（1947年）

カーボディーズ社は、個々に異なるデザインの注文生産のボディを製造するよりも独自のボディ製作設備を持たない自動車メーカーのために一定数の標準化されたデザインのボディを製作する事業を始めた。1920年代の主要な顧客はMGやアルヴィス社であった。MG・Mタイプ ミジェット（MG M-Type Midget）用ボディ製造のための多量の新しい契約により設備の拡充に迫られて1928年にカーボディーズ社は現在のホーリーヘッド・ロードの広い敷地に移転した。1930年代にはローバー、インヴィクタ（Invicta）、レイルトン（Railton）の各社にもボディを供給するようになっていたが、その10年でそれらよりも遥かに大規模で最大/最重要な顧客はルーツ・グループであった。
第二次世界大戦中にカーボディーズ社は軍用車両のボディを製造していたが、レンドリース法を通じてプレス機械を入手したことから航空機の部品も製造できるようになった。この時期に会社組織を株式会社（limited company）に改組し、ボビー・ジョーンズが（governing director）に、息子のアーネスト・ジョーンズ（Ernest Jones）が（managing director）に就任した。

### タクシー、コンバーチブル、デイムラー車とその他の戦後の車
戦後にカーボディーズ社はロンドンタクシー車両のディーラーであるマン・アンド・オーバートン社（Mann and Overton）とオースチン社との間でオースチン・FX3のボディ製造、最終組立、完成車の納入に関する交渉を行った。また、近代的な全金属製サルーンをコンバーチブルに改装する手法を開発した。この改装作業は初期のモノコック構造のヒルマン・ミンクス（Hillman Minx）、オースチン・サマーセット（Austin Somerset）、ヘアフォード（Hereford）、フォード・コンサル Mk1（Ford Mk1 Consul）、ゼファー（Zephyr）と後にフォード・コンサル Mk2、ゼファー、ゾディアック（Zodiac）に施された。
1954年にボビー・ジョーンズはカーボディーズ社をBSAグループに売却し、同グループは傘下の高級自動車メーカーであるデイムラー社の支配下にカーボディーズ社を組み入れた。これはカーボディーズ社をデイムラー車用の金属性ボディ製造工場にすることを意図した措置であったが、実現はしなかった。しかし、それまでにフォード車、オースチン車に活用してきたのと同様の手法でコンクエスト（Conquest）のサルーンをドロップヘッドに、ドロップヘッドクーペをコンクエスト ロードスターに改装し、マジェスティックとマジェスティック メジャー（Majestic Major）のサルーンボディも製造した。
BSA傘下で製造設備は拡充され、新たな工場が新設された。1958年にカーボディーズ社は自社の歴史の中で最も重要な車であるオースチン・FX4 タクシー（Austin FX4 taxi）のボディ製造、最終組立と納入を開始した。また、ジャガー・Eタイプのボンネット、トライアンフ社向けのパネル、アリエルとBSAのオートバイとスクーターといった製品で試作車のボディや治具類の供給を担当した。
1960年代と1970年代初めに引き受けた更なる契約はハンバー・ホーク、スーパースナイプ、シンガー・ヴォーグ（Singer Vogue）、トライアンフ・2000のサルーンをエステートへ改装する作業であったが、自家用車や商用車に関する契約は徐々に減少したことでFX4 タクシーの製造が同社にとってより重要なものとなっていった。

### マンガニーズ・ブロンズ・ホールディングとロンドンタクシー・インターナショナル
1971年にカーボディーズ社がFX4用シャーシの組立ラインをアーダリー・パーク（Adderley Park）にあるブリティッシュ・レイランド社のバーミンガム工場から買い取ったことで車名が表すのとは異なり実質的にカーボディーズ社がFX4の製造メーカーとなった。2年後にカーボディーズ社は親会社のBSAと共にマンガニーズ・ブロンズ・ホールディング社（Manganese Bronze Holdings）に買収された。
1970年代にカーボディーズ社は自社独自の新しいタクシー車両のFX5を作ろうとしたが、開発費用が高騰し過ぎたためにこの計画は1979年に中止された。1982年にはブリティッシュ・レイランド社が最終的に事業の持分を失ったことからカーボディーズ社がFX4の製造に関する事業すべてを受け持つこととなった。この時期になると、フォード・コーティナ MkVのコンバーチブルやレンジローバー・ユニトラック（Unitruck）といった新しい製品を取り入れようとしたにもかかわらずFX4が唯一の自社製品となっていた。レンジローバーのボディを基にした新しいタクシーであるCR6は、ほぼ5年の開発期間をかけた後で中止された。
1984年にロンドンタクシー車両のディーラーであるマン・アンド・オーバートン社はマンガニーズ・ブロンズ・ホールディング社に買収された。この買収によりLTI・カーボディーズ、LTI・マン・アンド・オーバートン、ロンドンタクシー・ファイナンスで構成されたロンドンタクシー・インターナショナルに再編された。
1997年に新しいタクシー車両のTX1が導入され、これは2002年に改良されてTXIIとなり、2007年に現行のTX4になった。このシリーズはロンドンタクシー形式の車両の供給者としてLTIの地位を確立した。
1998年にカーボディーズ株式会社の名称がLTI株式会社（LTI Limited）と改称され、2010年11月にはロンドンタクシー・カンパニーとなった。近年ロンドンタクシー・カンパニーは中華人民共和国の自動車メーカー吉利汽車社と共同で輸出市場向け車両とコヴェントリーの母体工場向けの部品を製造するための工場を上海に建設した。2010年にマン・アンド・オーバートンの社名は廃止され、ディーラーシップもロンドンタクシー・カンパニーが運営することになった。

## ギャラリー

### カーボディーズ製のMG

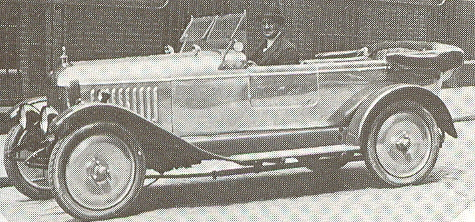
MG 14/28
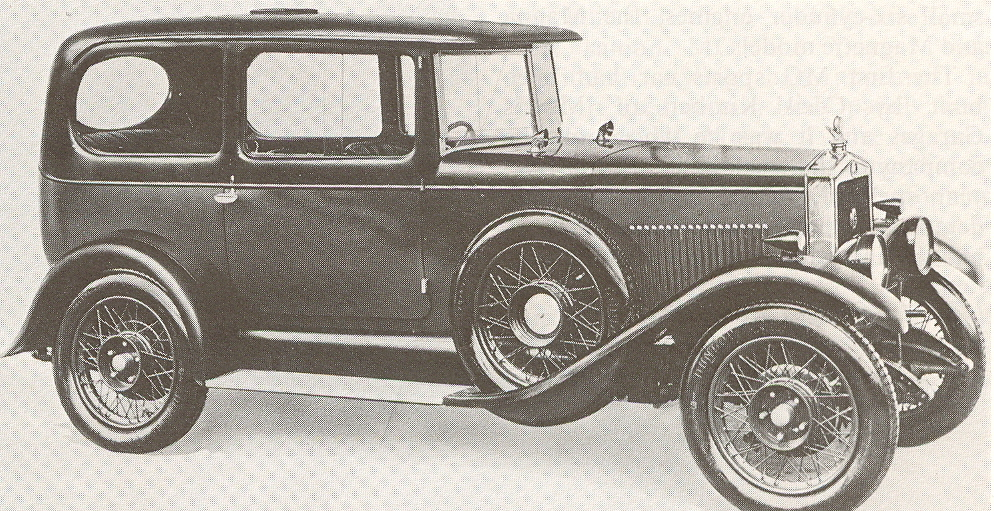
MG 14/40
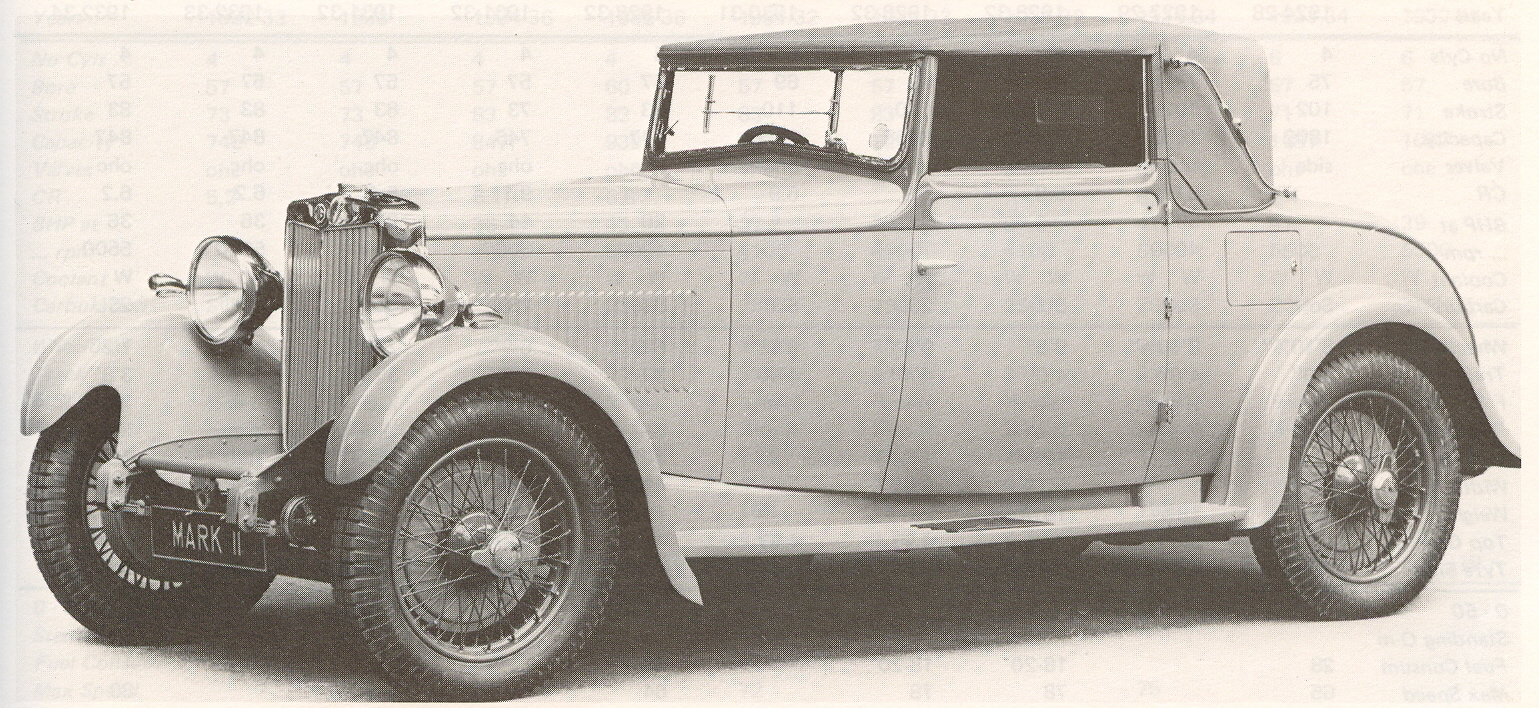
MG 18/80 Mk II クーペ
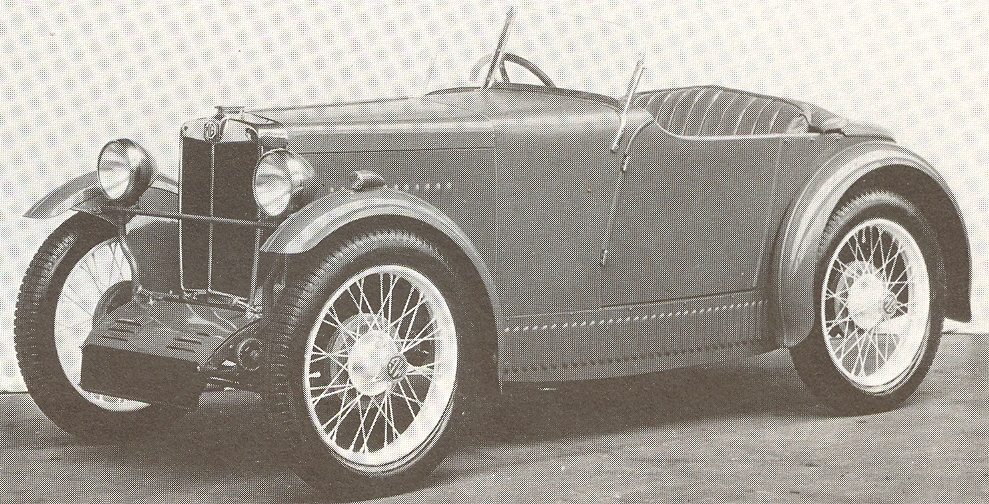
MG M-type
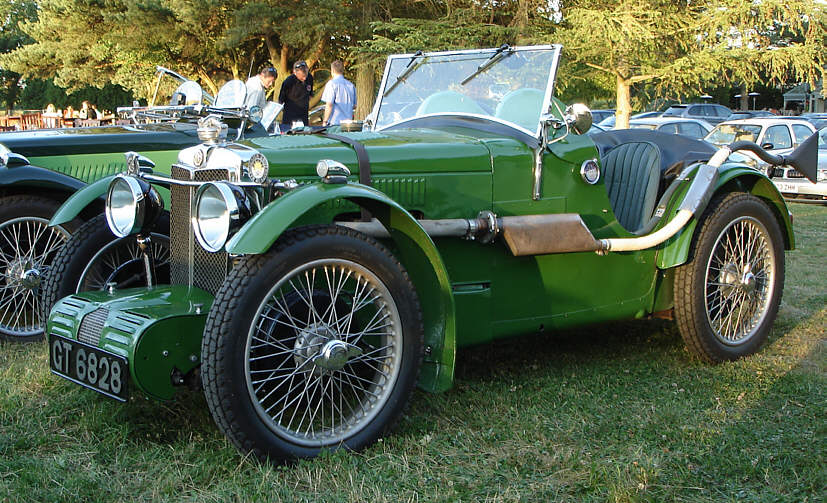
MG C-type
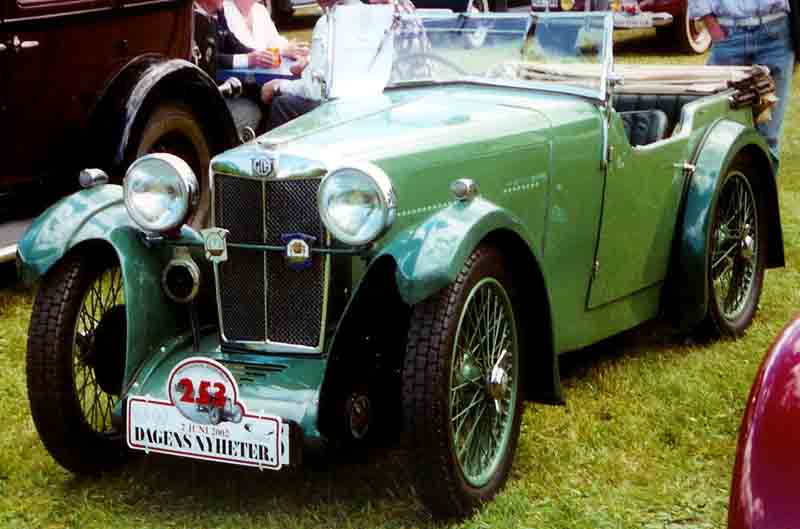
MG D-type
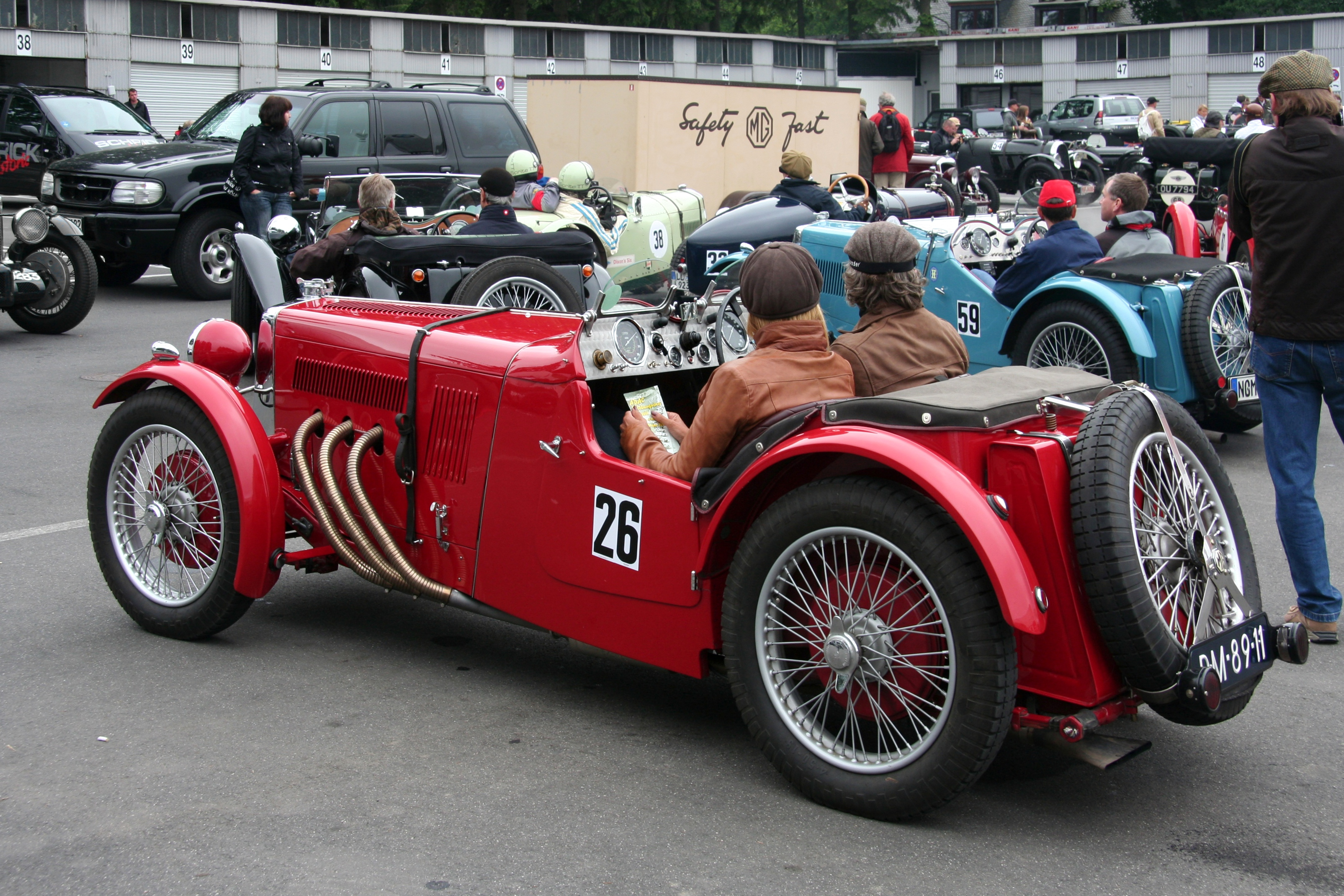
MG F2
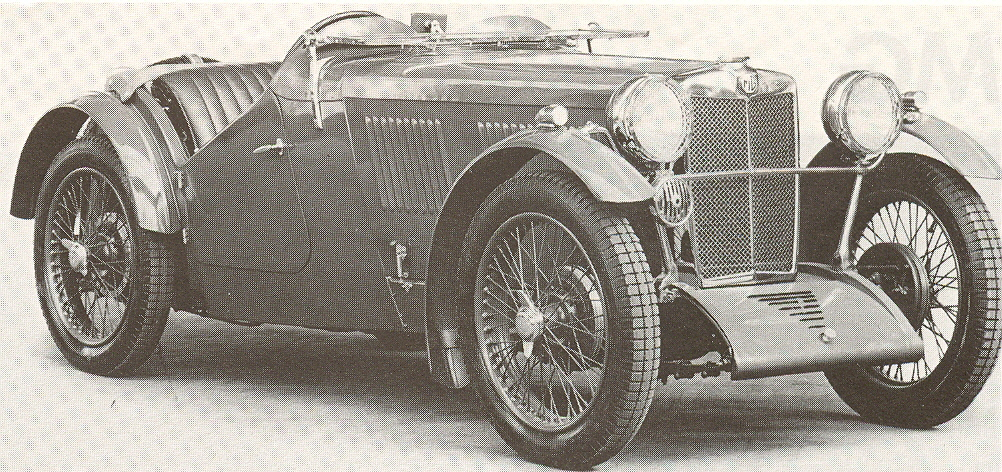
MG J2
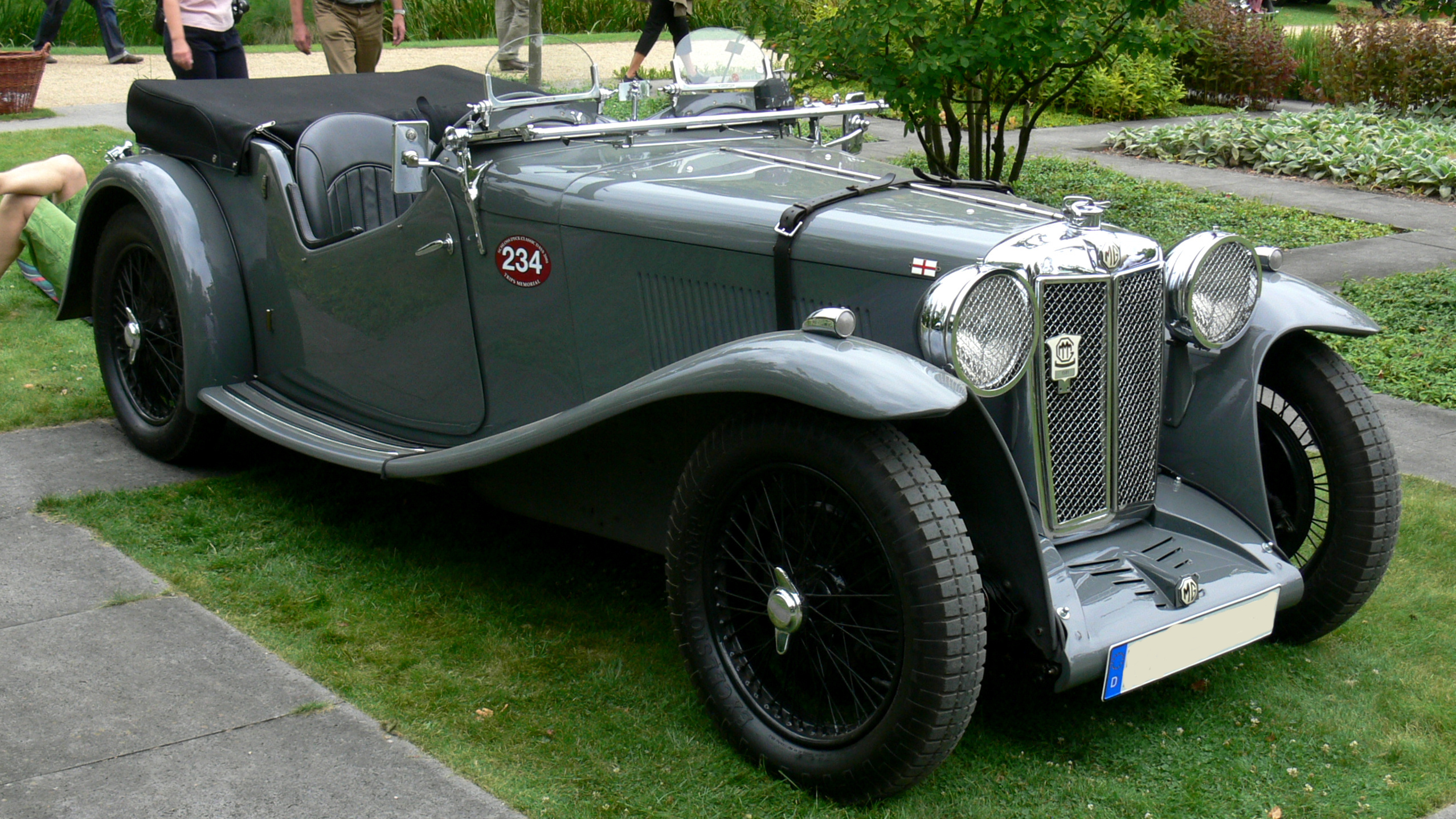
MG K1
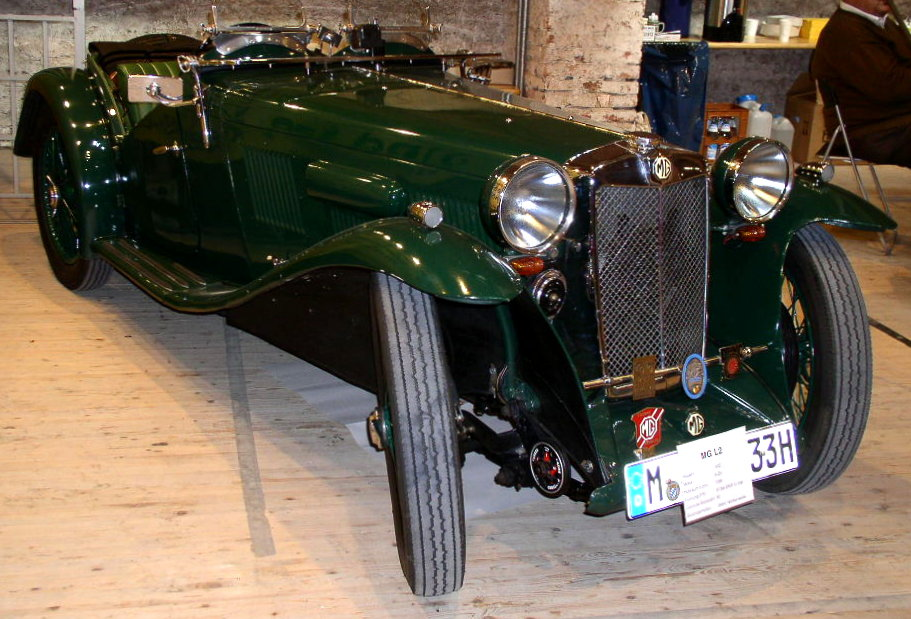
MG L2
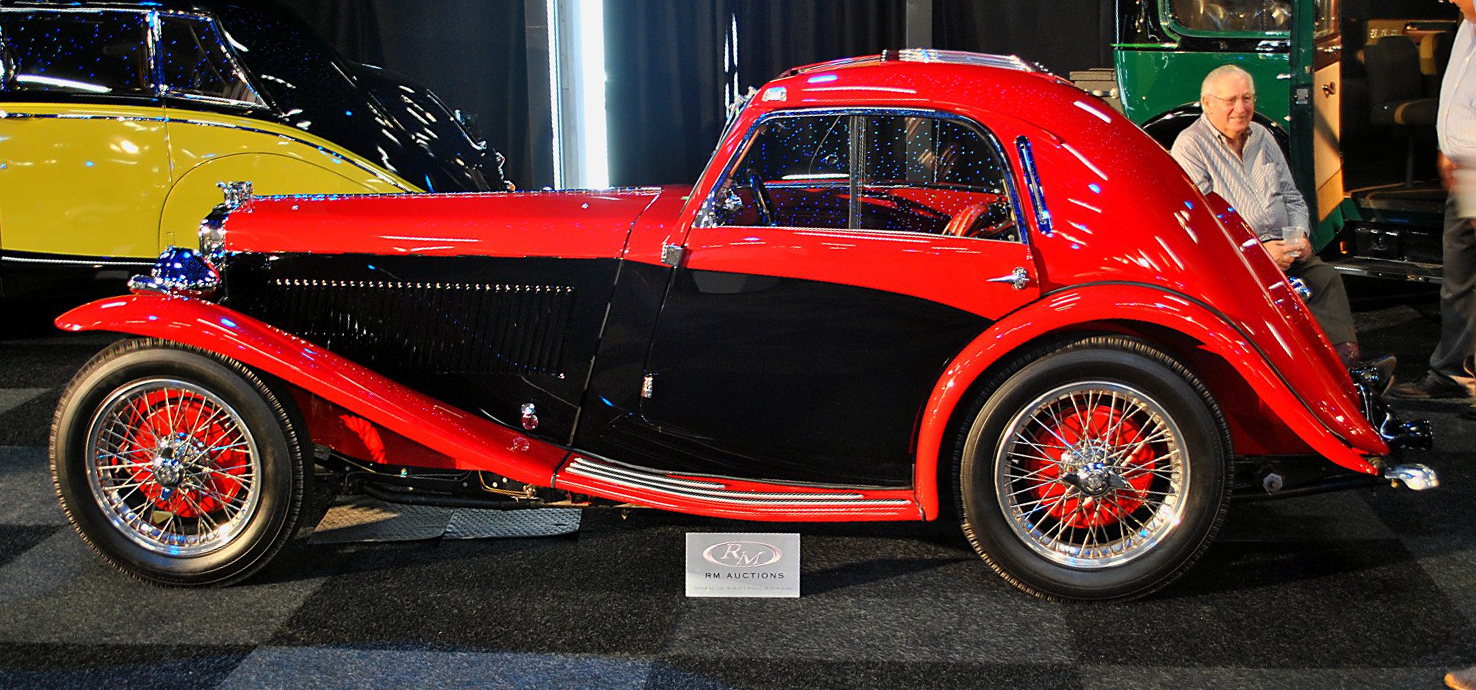
MG Magnette 「エアライン」クーペ
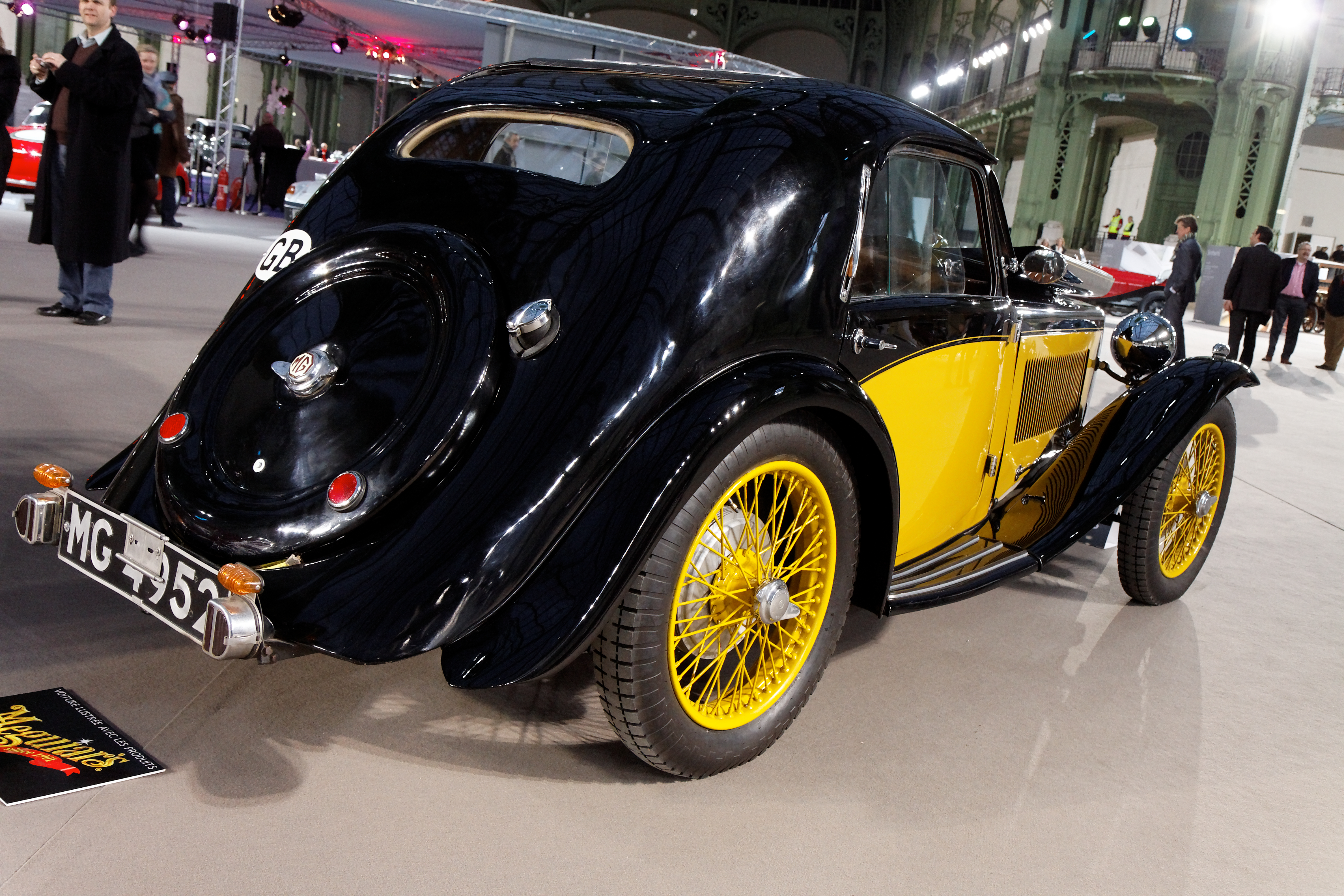
MG Midget TA 「エアライン」クーペ

### カーボディーズ製の戦前のスポーツ車

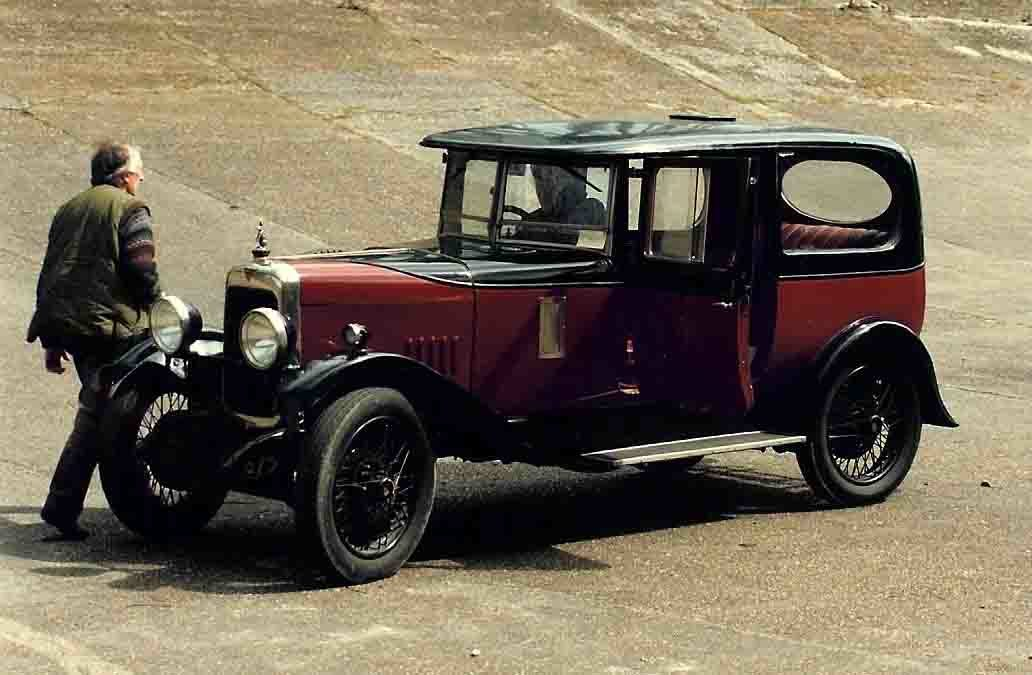
Alvis 12/50 スポーツマンズ サルーン
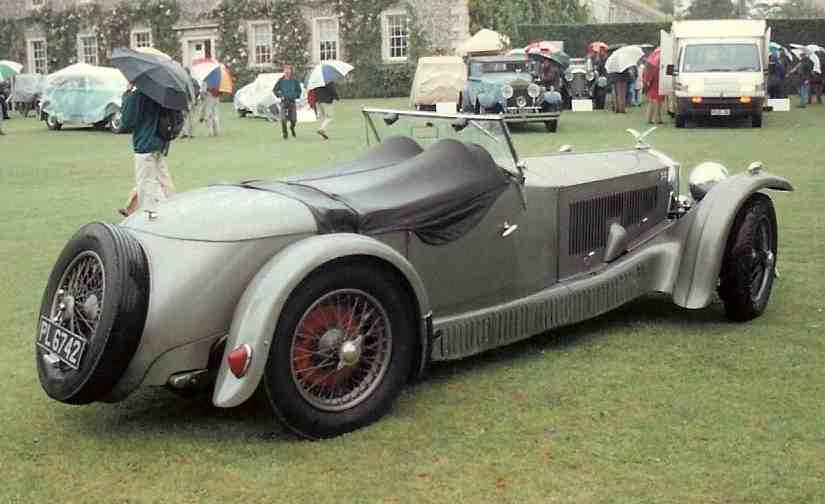
Invicta low chassis 2-seat sports 1931
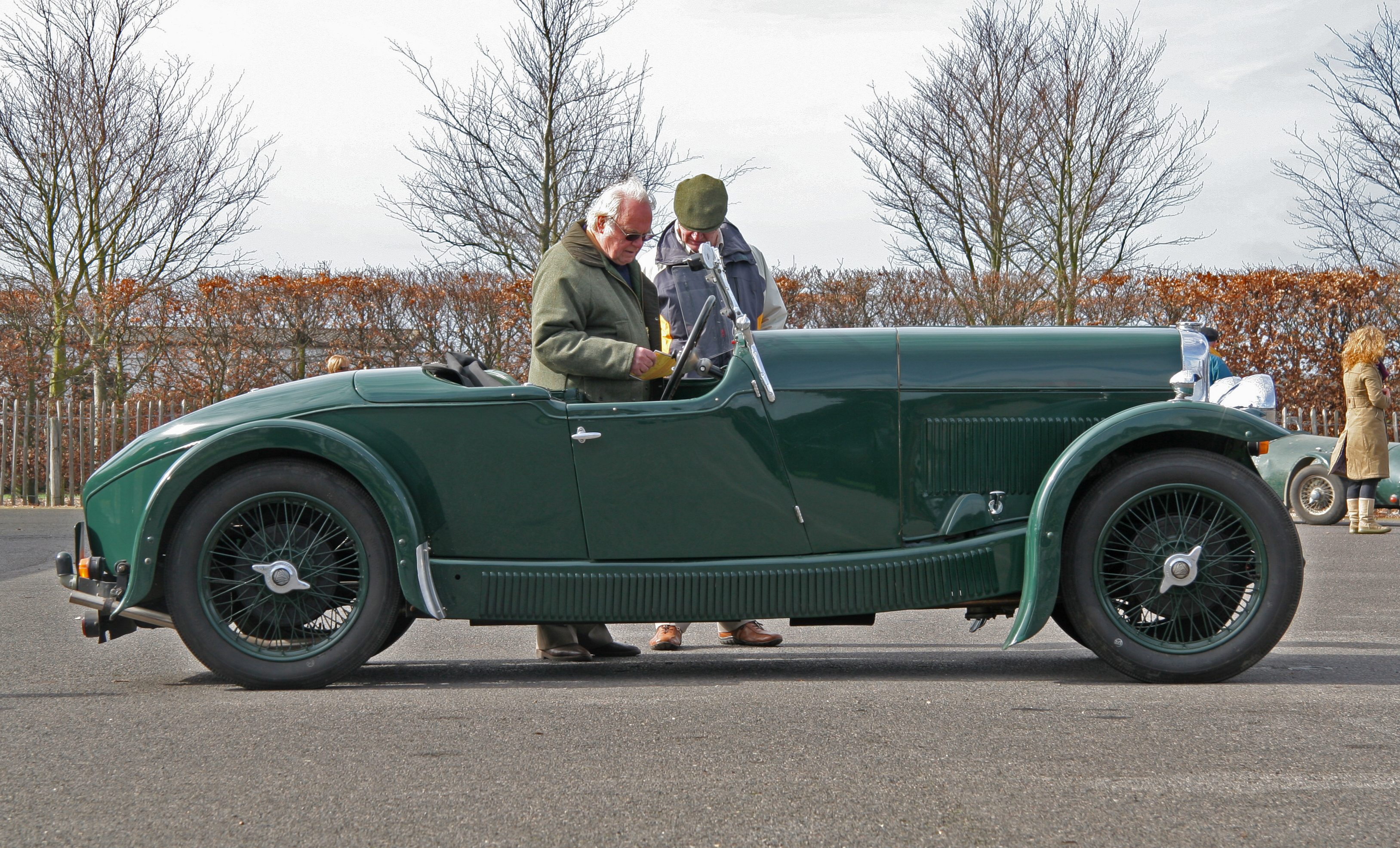
Alvis 12/60 2-seat sports

### カーボディーズ製の戦後のドロップヘッドクーペとエステート

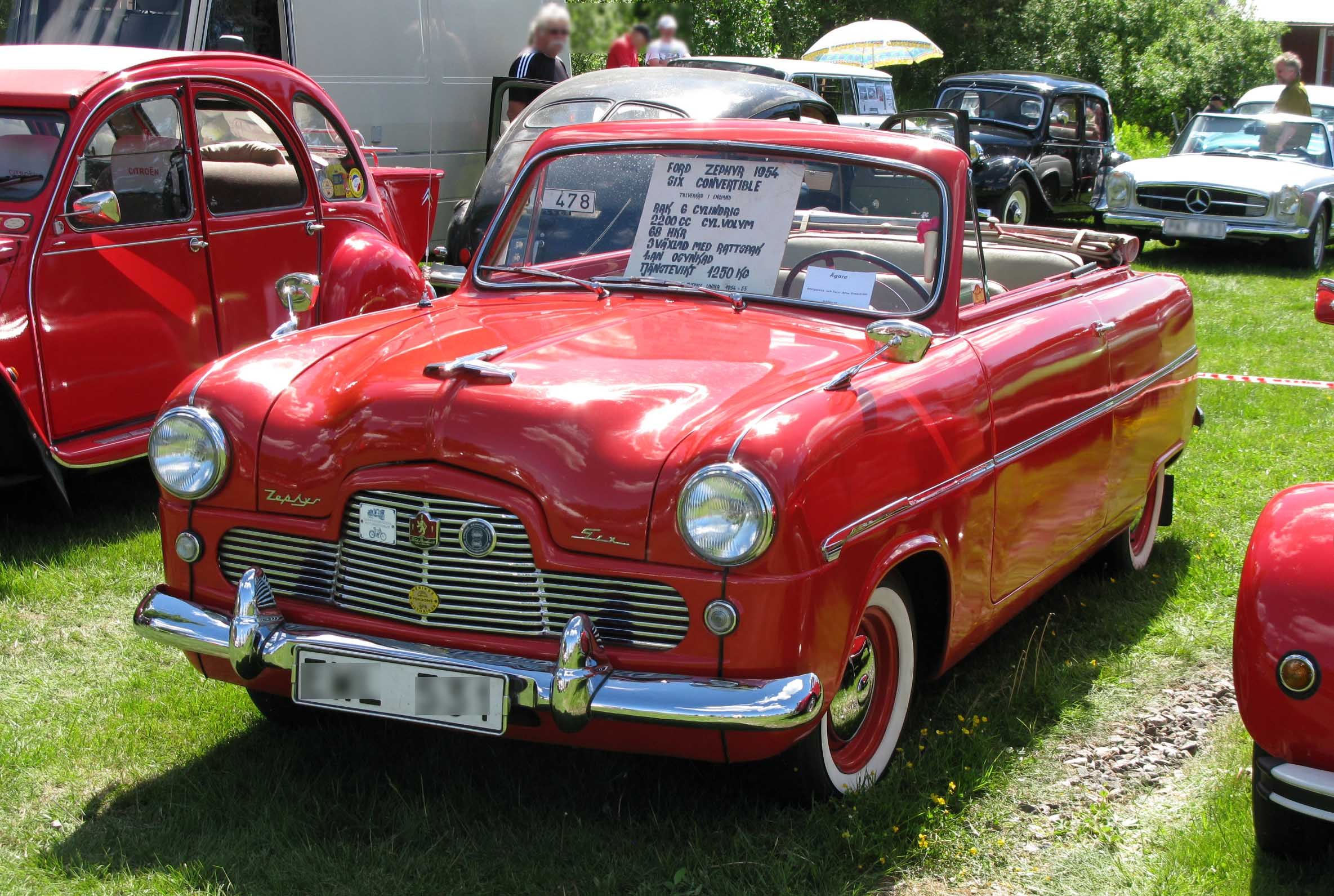
フォード・ゼファー コンバーチブル
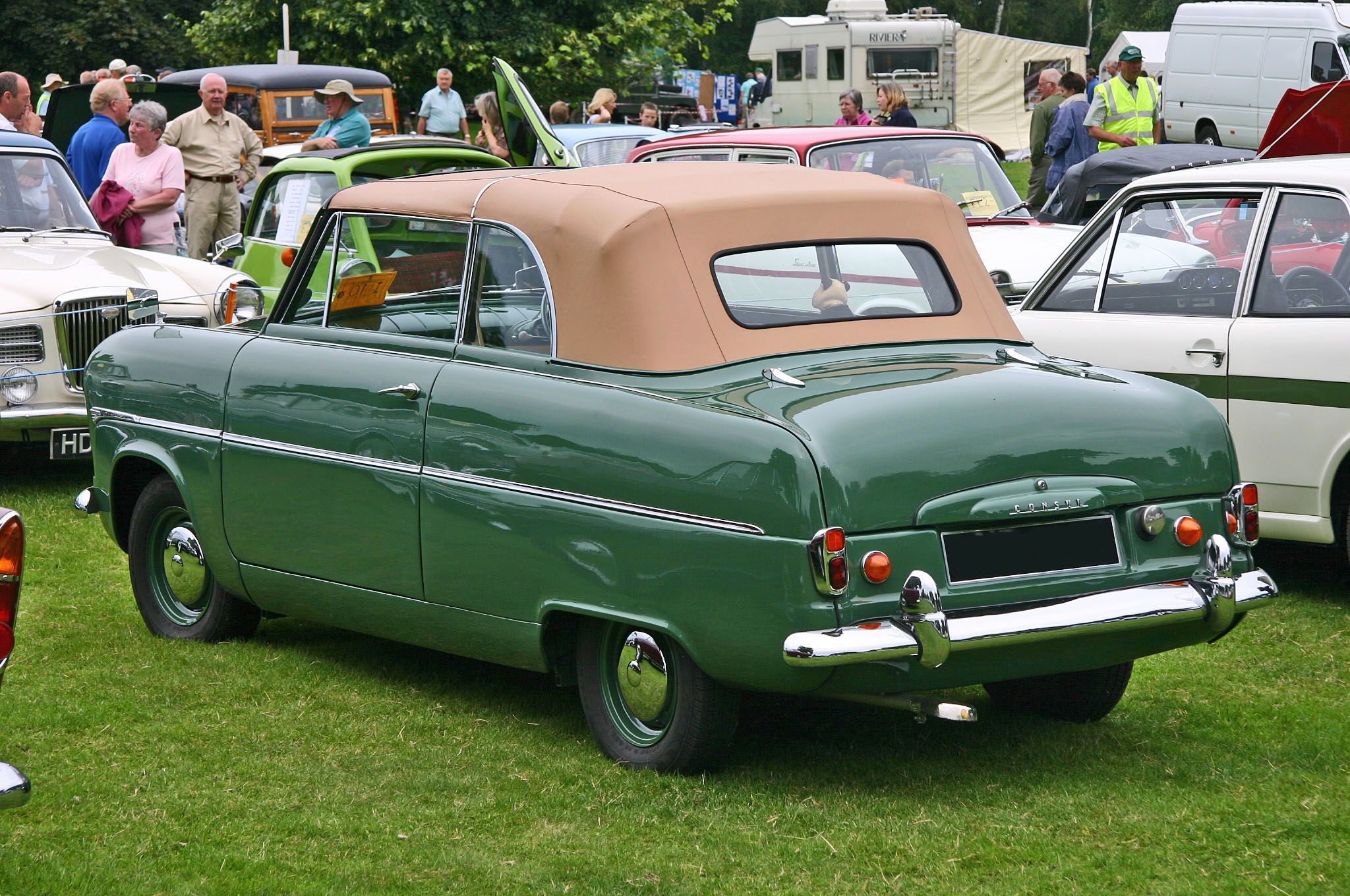
フォード・コンサル コンバーチブル
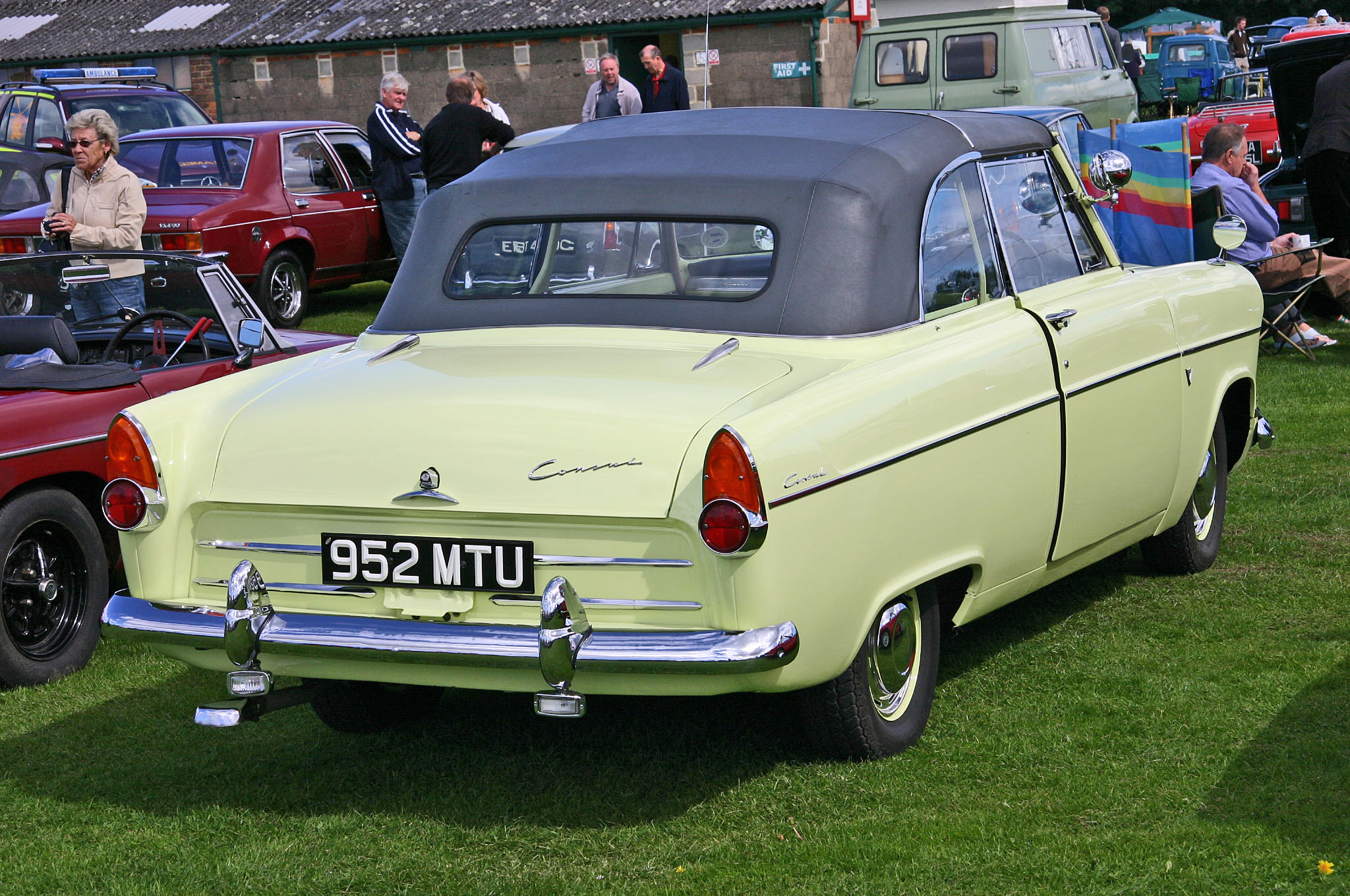
フォード・コンサル MkII コンバーチブル
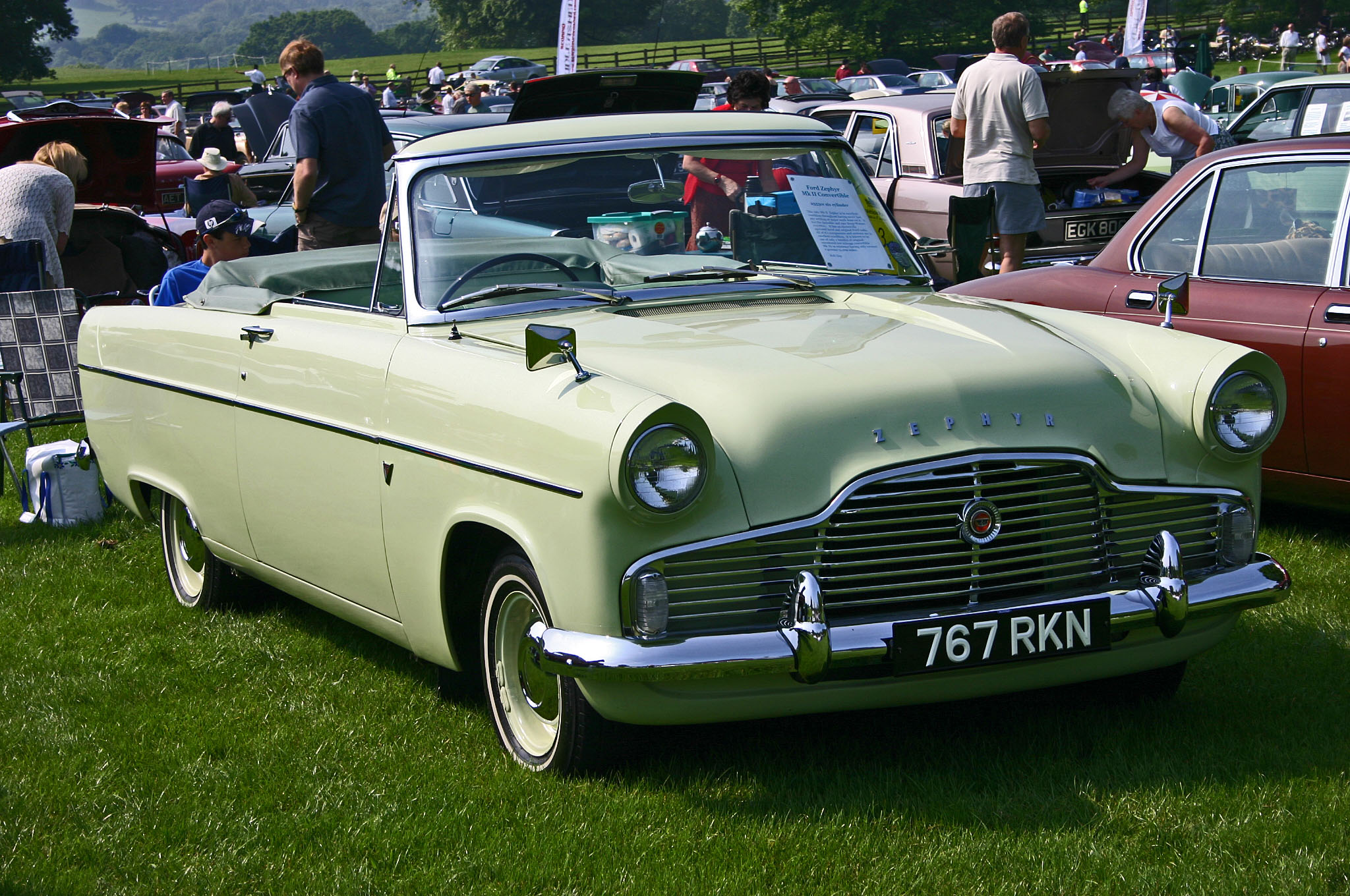
フォード・ゼファー MkII コンバーチブル
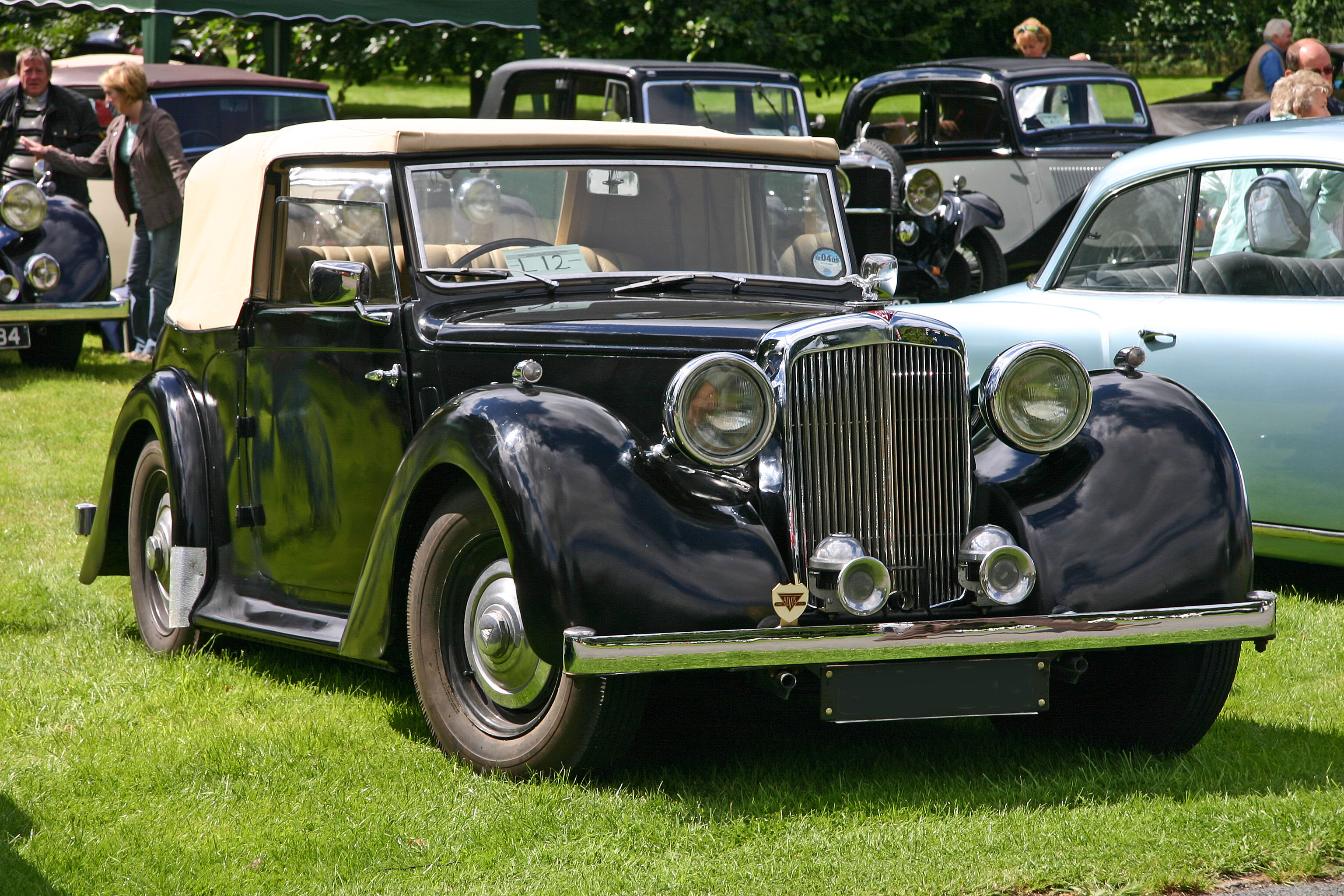
Alvis TA 14 ドロップヘッドクーペ
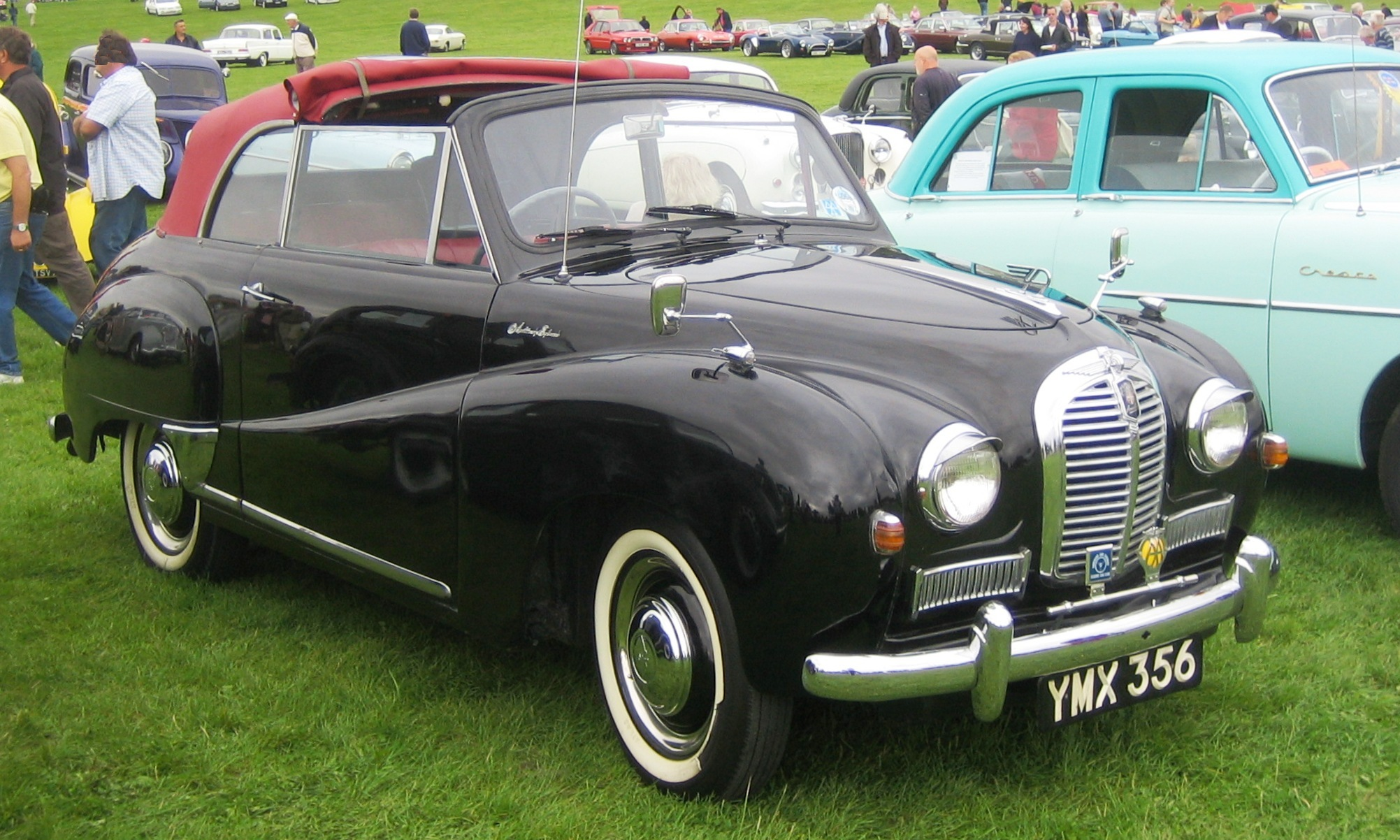
オースチン・サマーセット ドロップヘッドクーペ
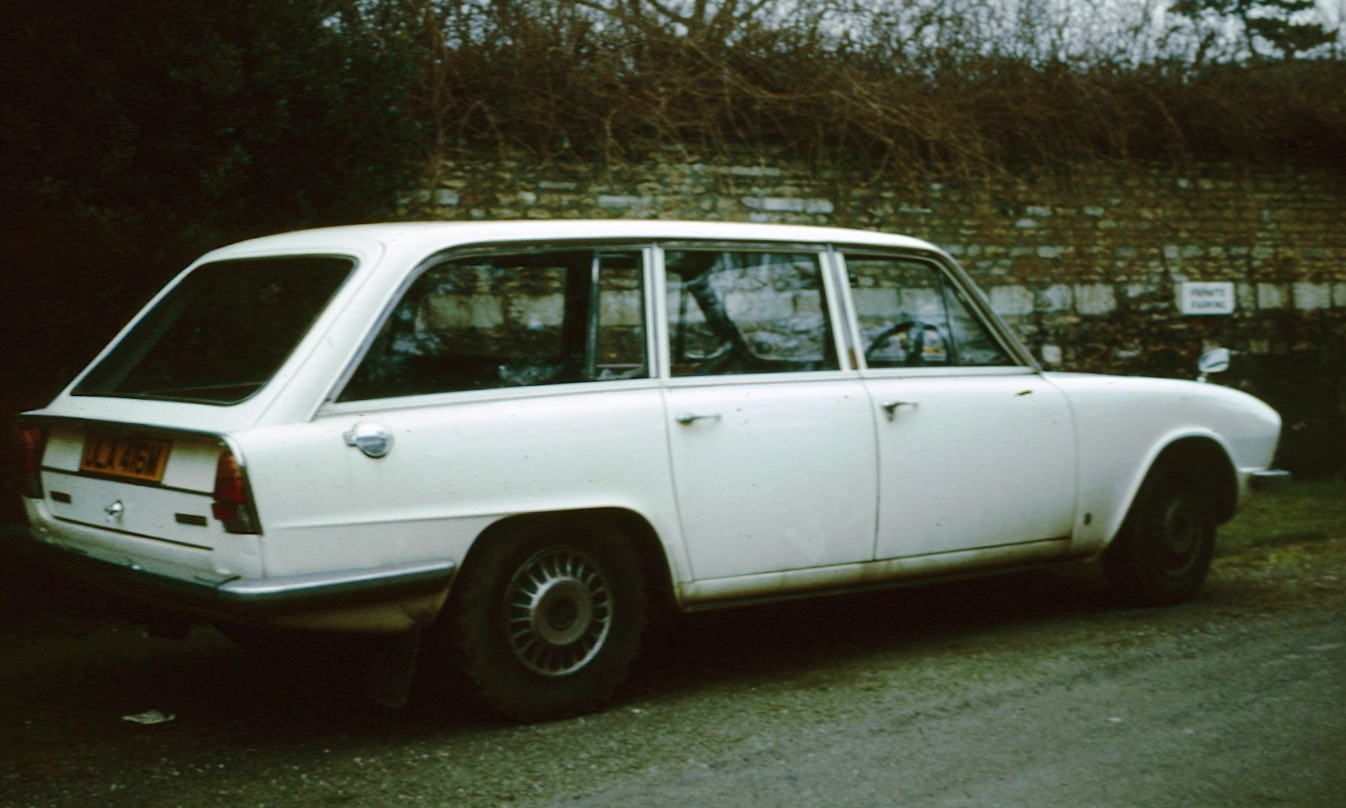
トライアンフ・2000 エステート
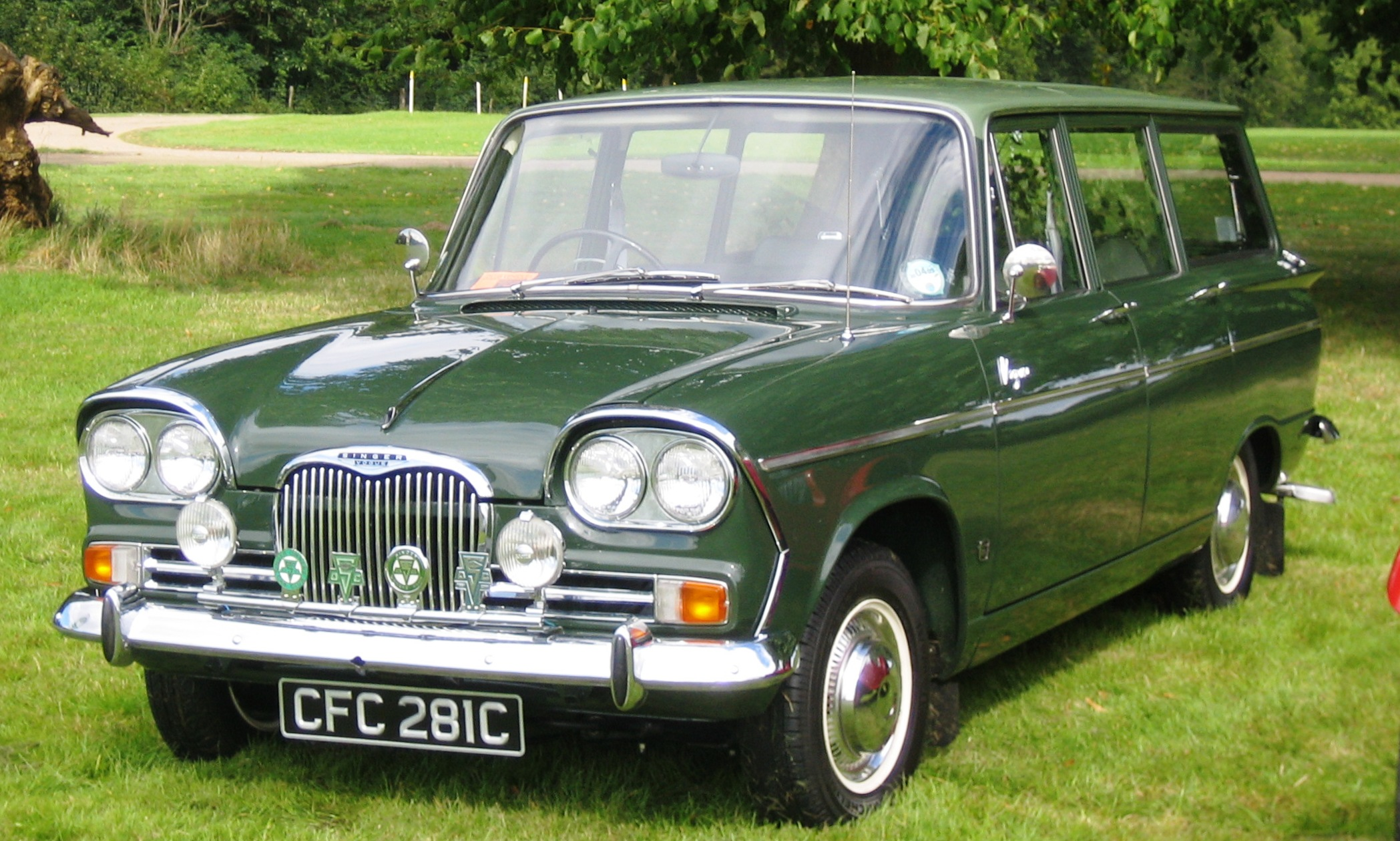
シンガー・ヴォーグ エステート
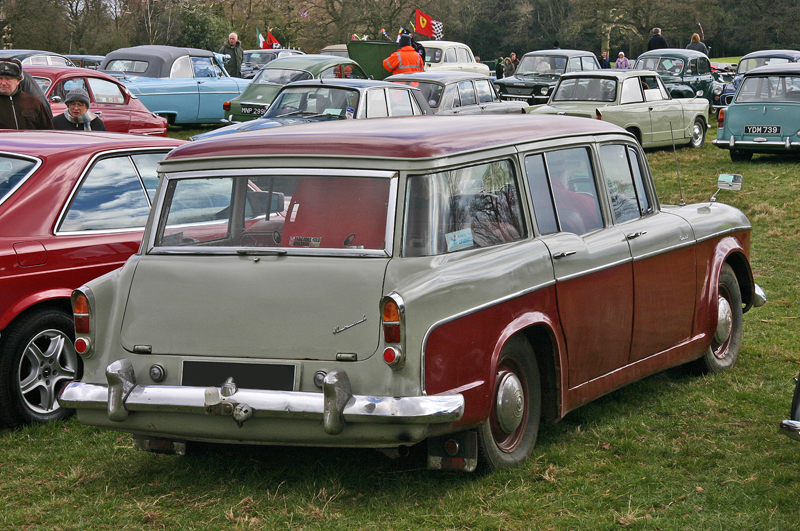
ハンバー・ホーク エステート
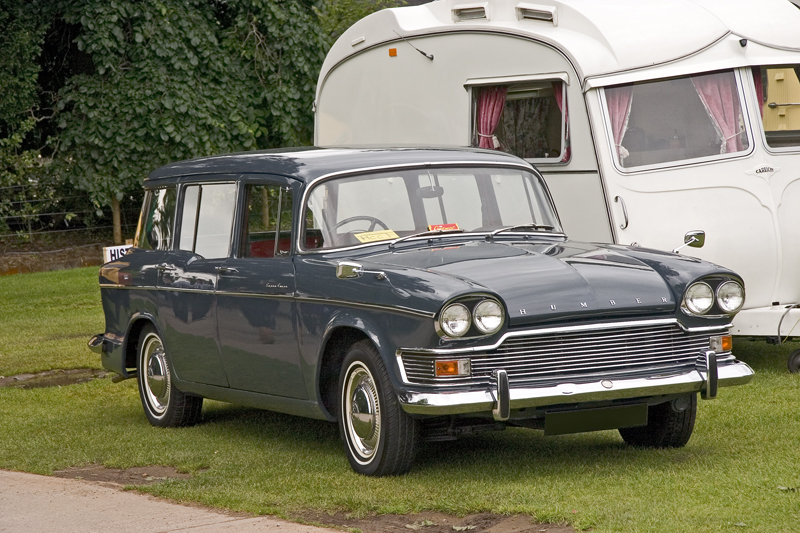
ハンバー・スーパー・スナイプ エステート

### カーボディーズ製のデイムラー

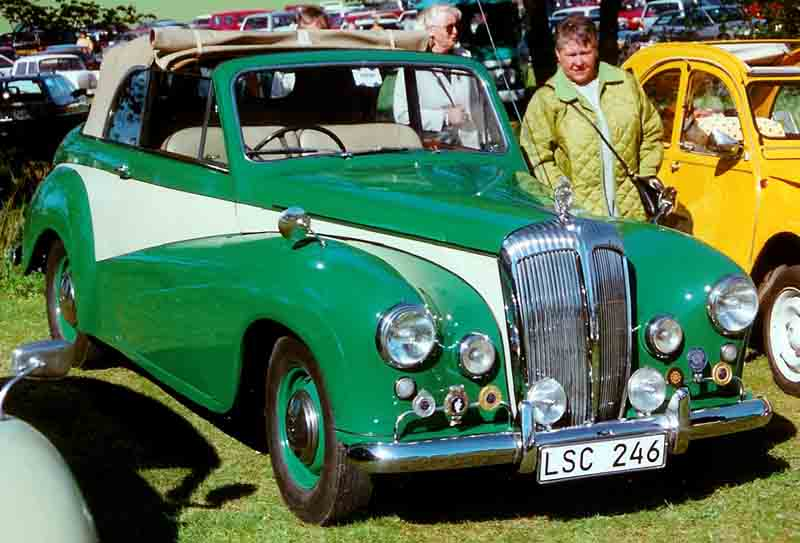
デイムラー・コンクエスト ドロップヘッドクーペ
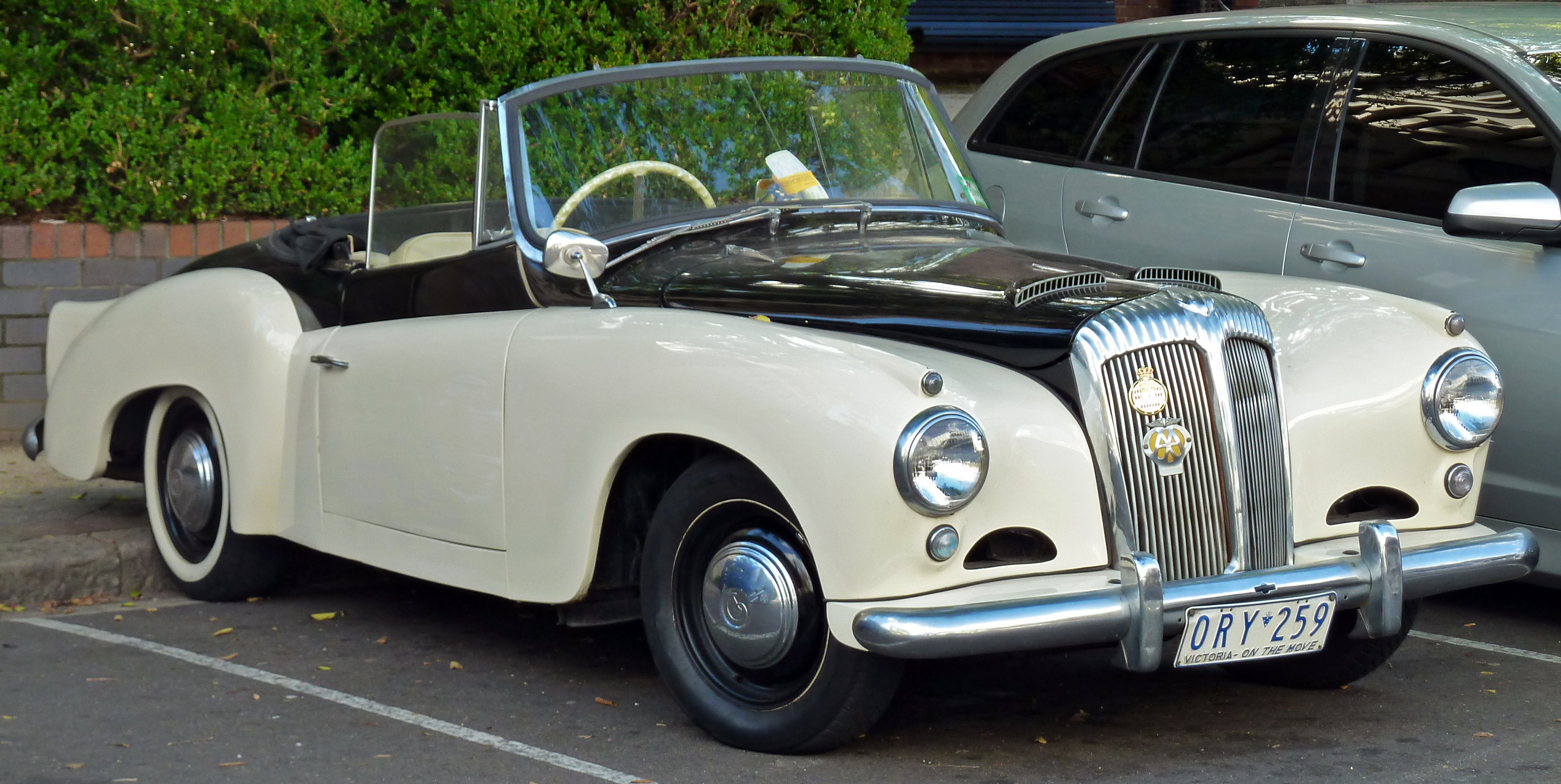
デイムラー・コンクエスト センチュリー・ロードスター ドロップヘッドクーペ（1955-1957年）
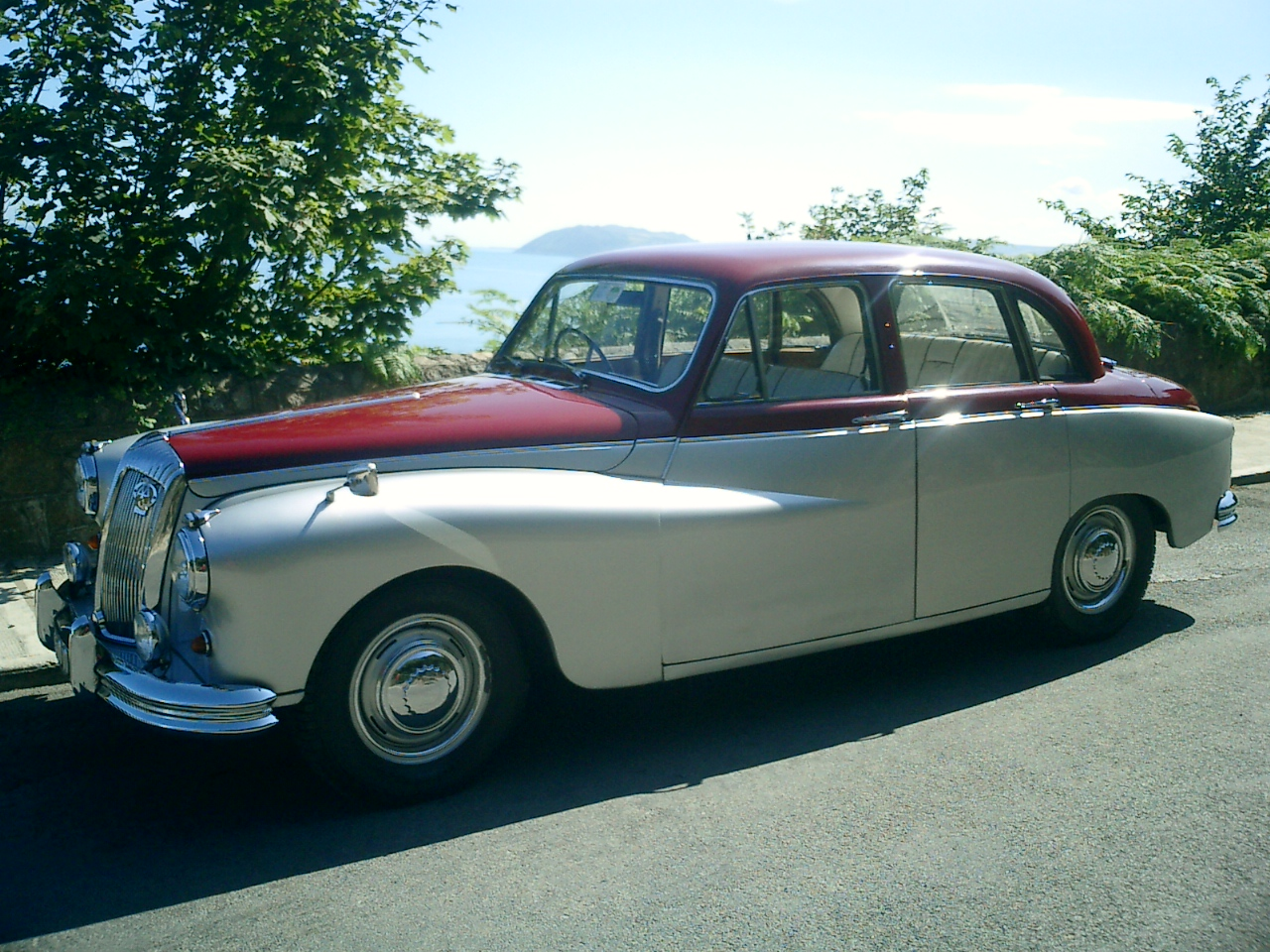
デイムラー・マジェスティック
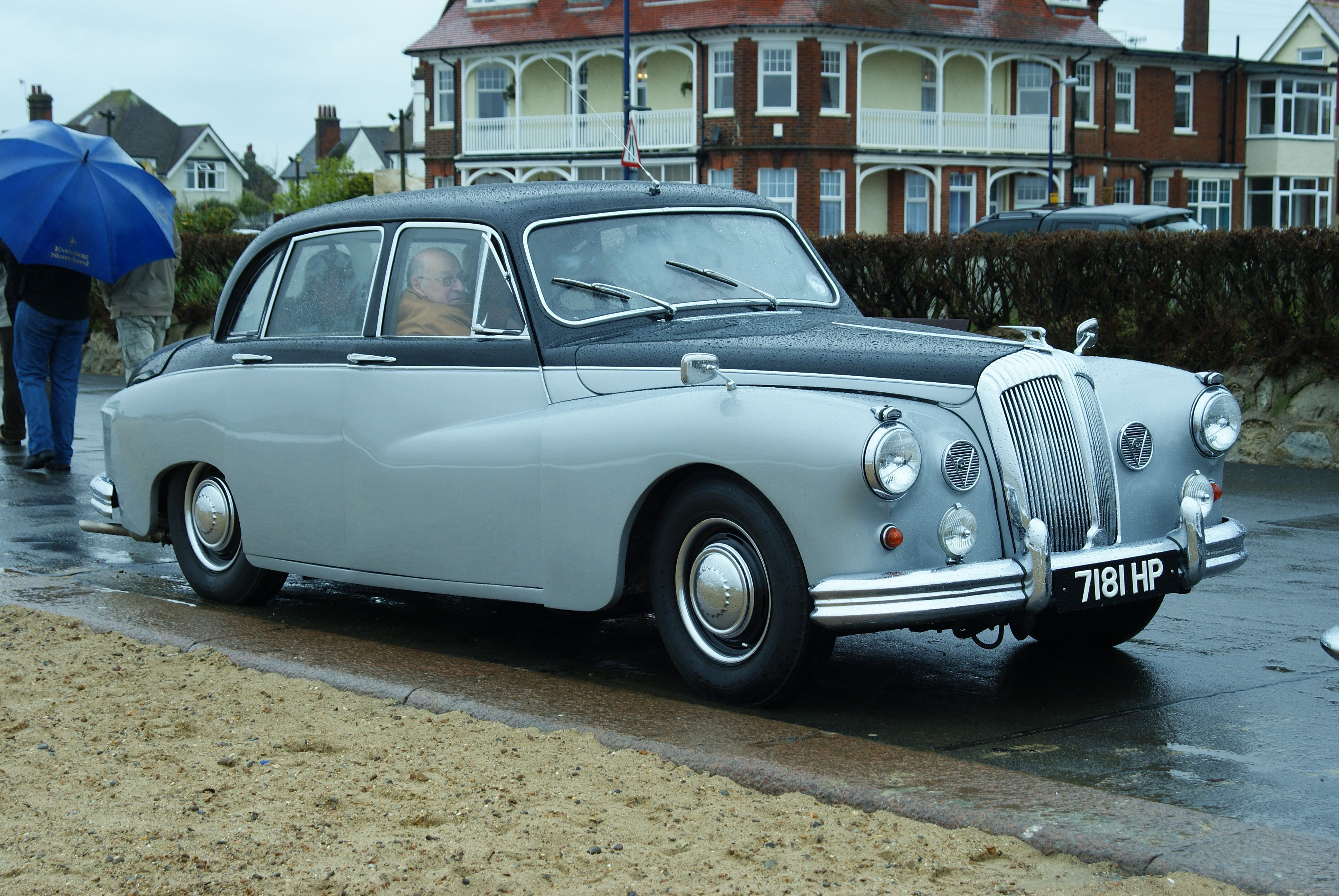
Daimler Majestic Major
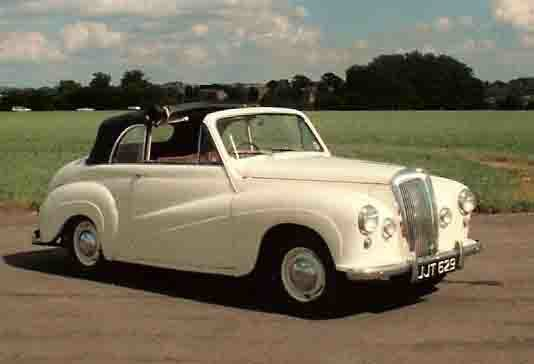
デイムラー・コンクエスト センチュリー・ロードスター ドロップヘッドクーペ

### カーボディーズ製のタクシー、ハイヤーと商用車

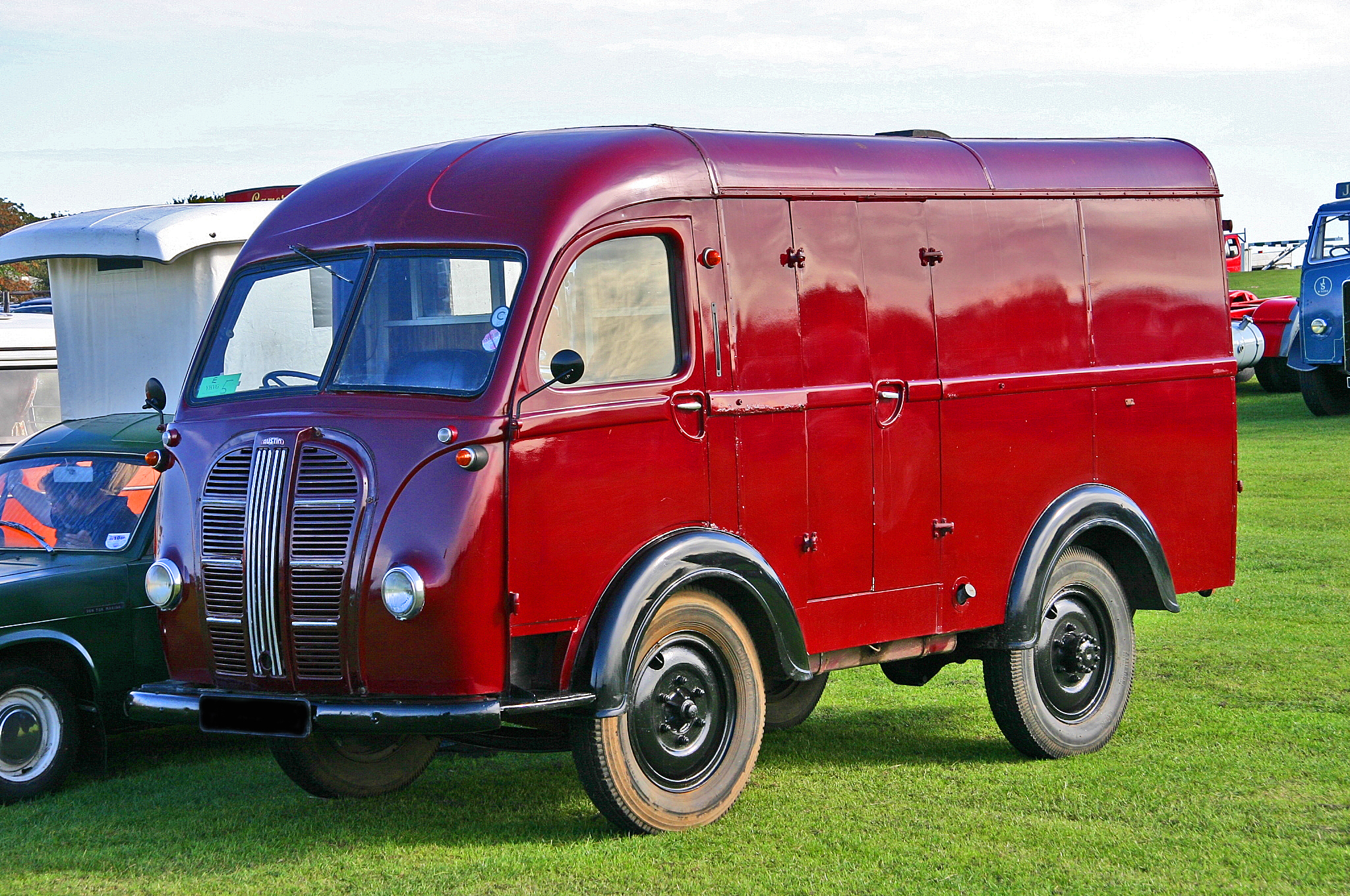
オースチン・K8
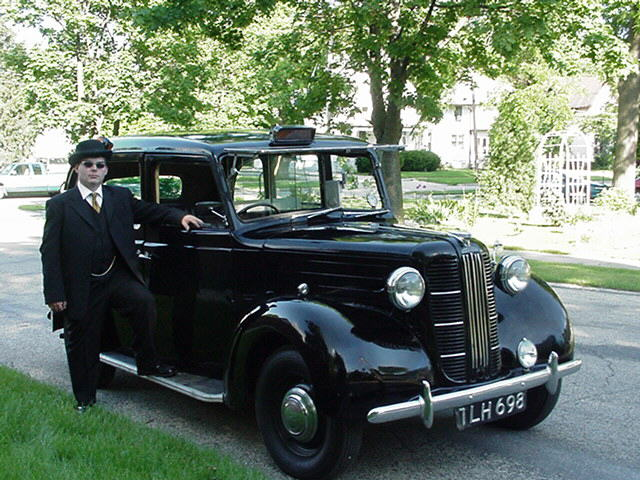
オースチン・FX3
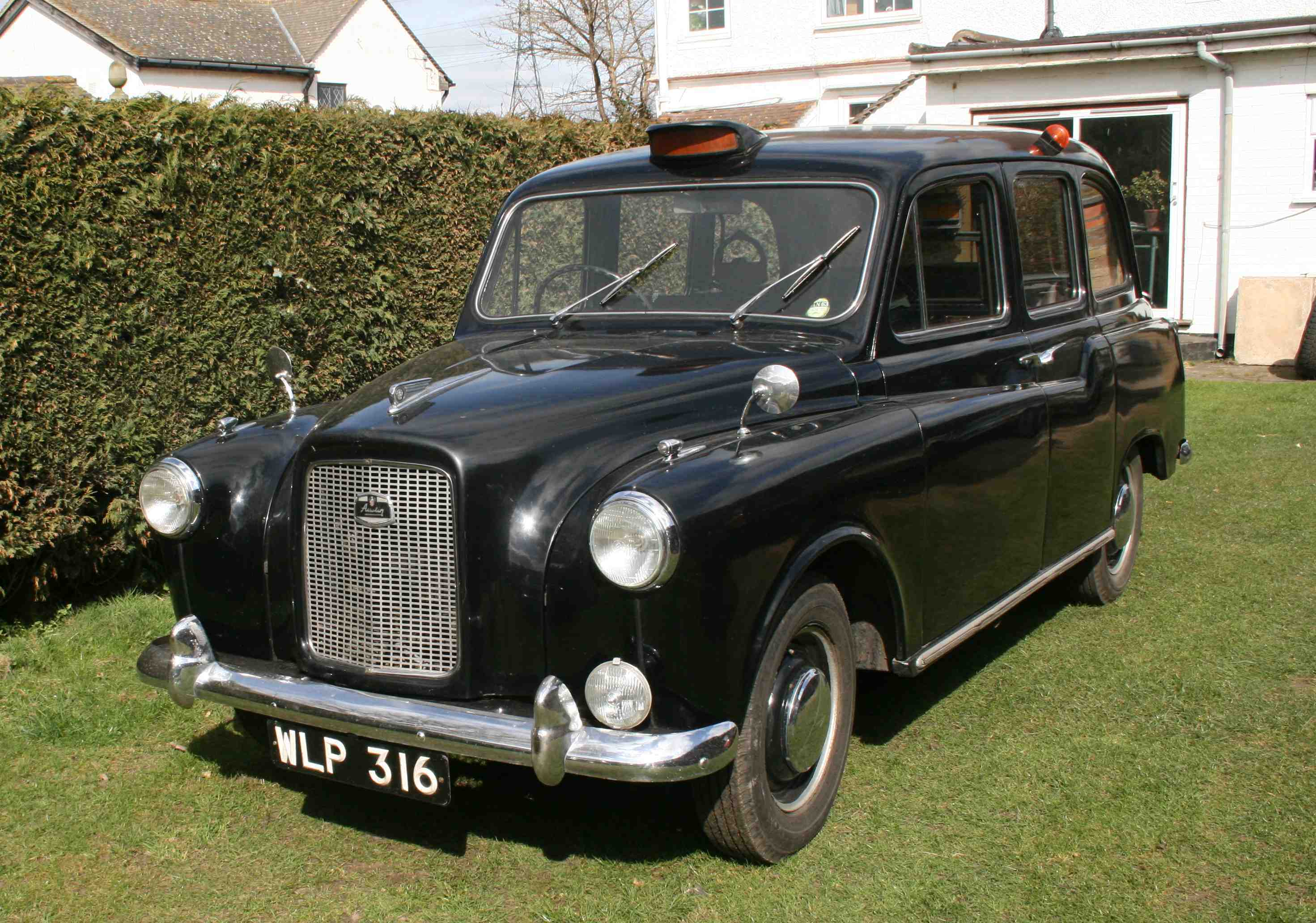
オースチン・FX4（1962年）
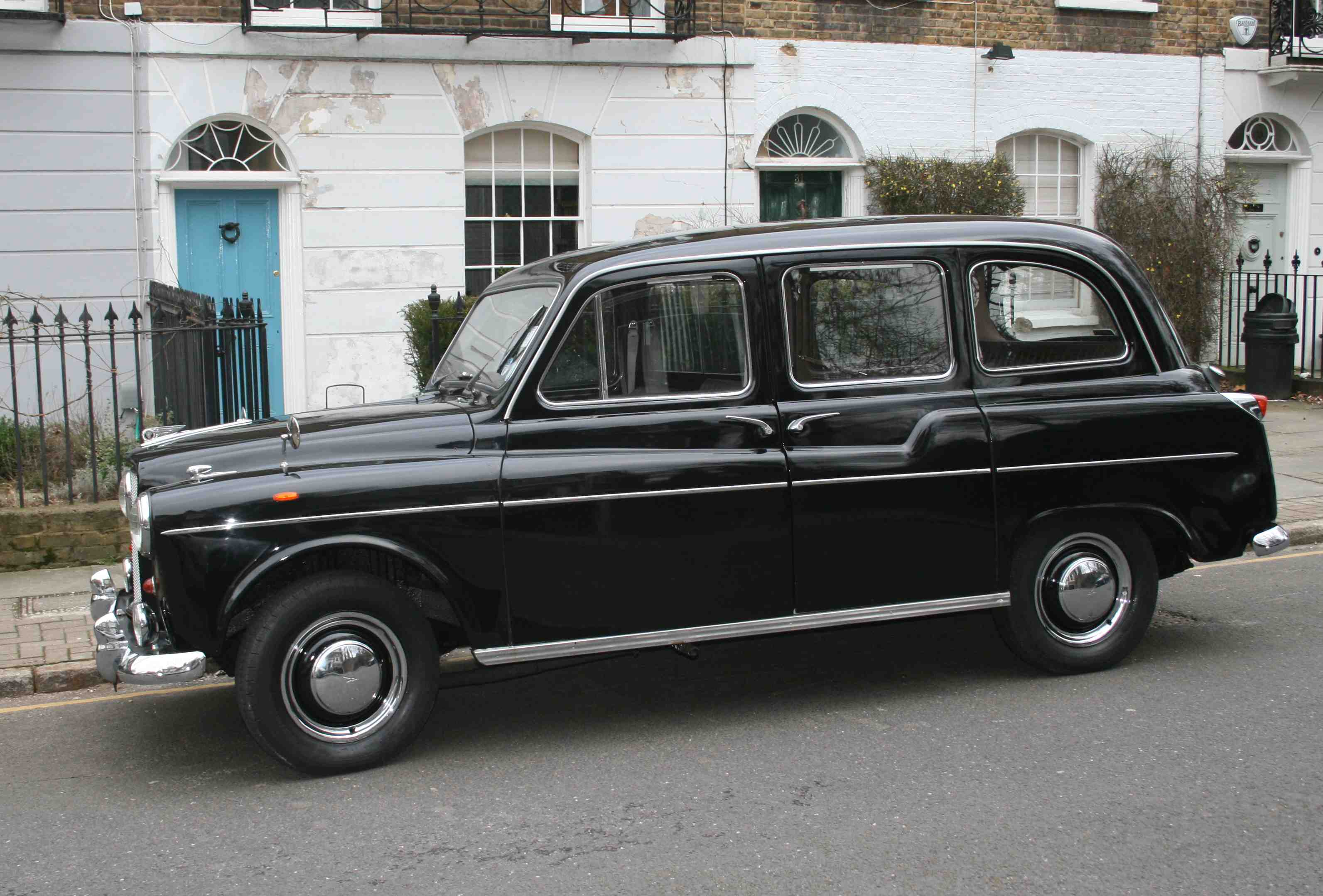
オースチン・FL2 ハイヤー（1965年）
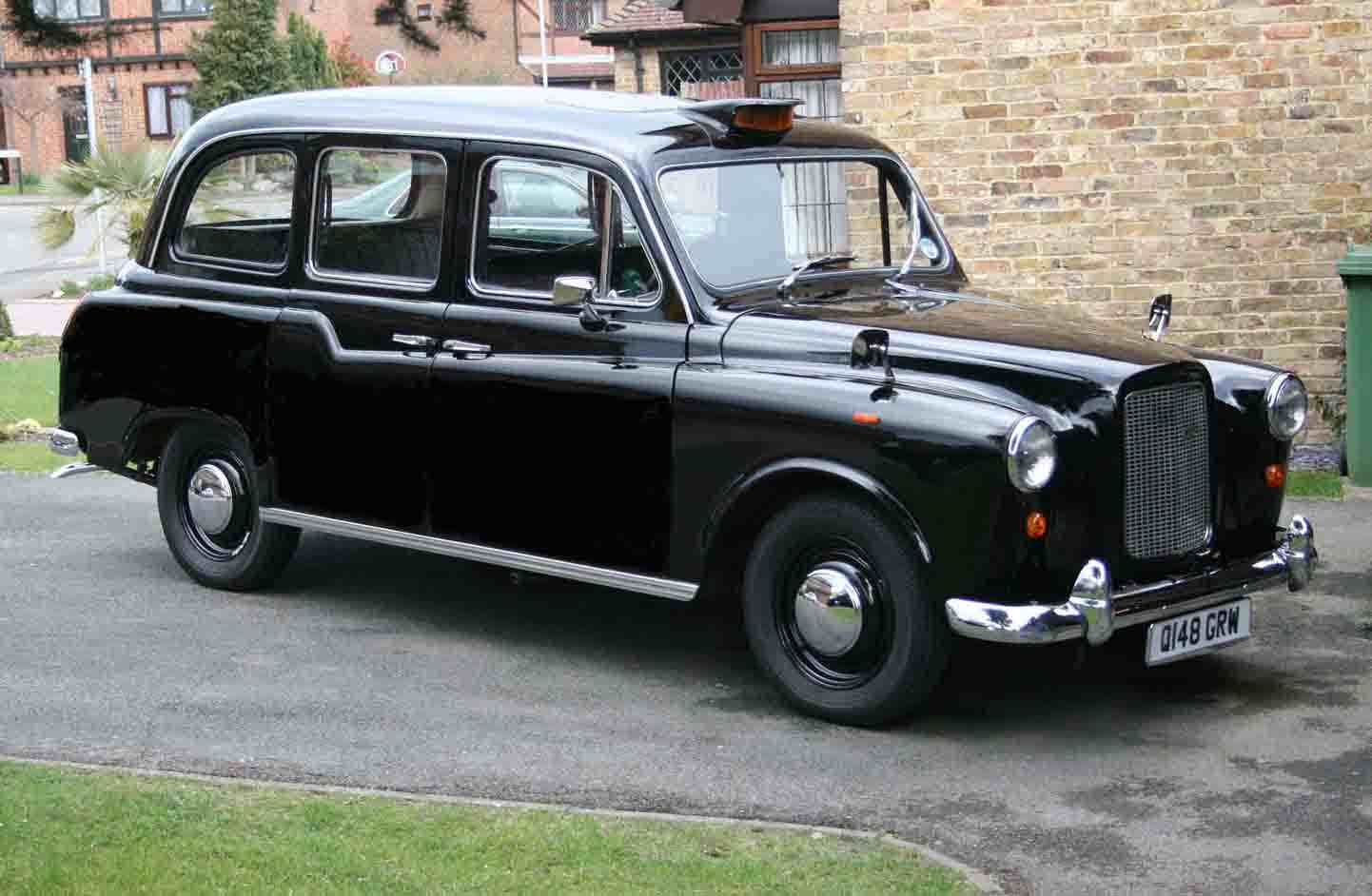
オースチン・FX4Q（1985年）
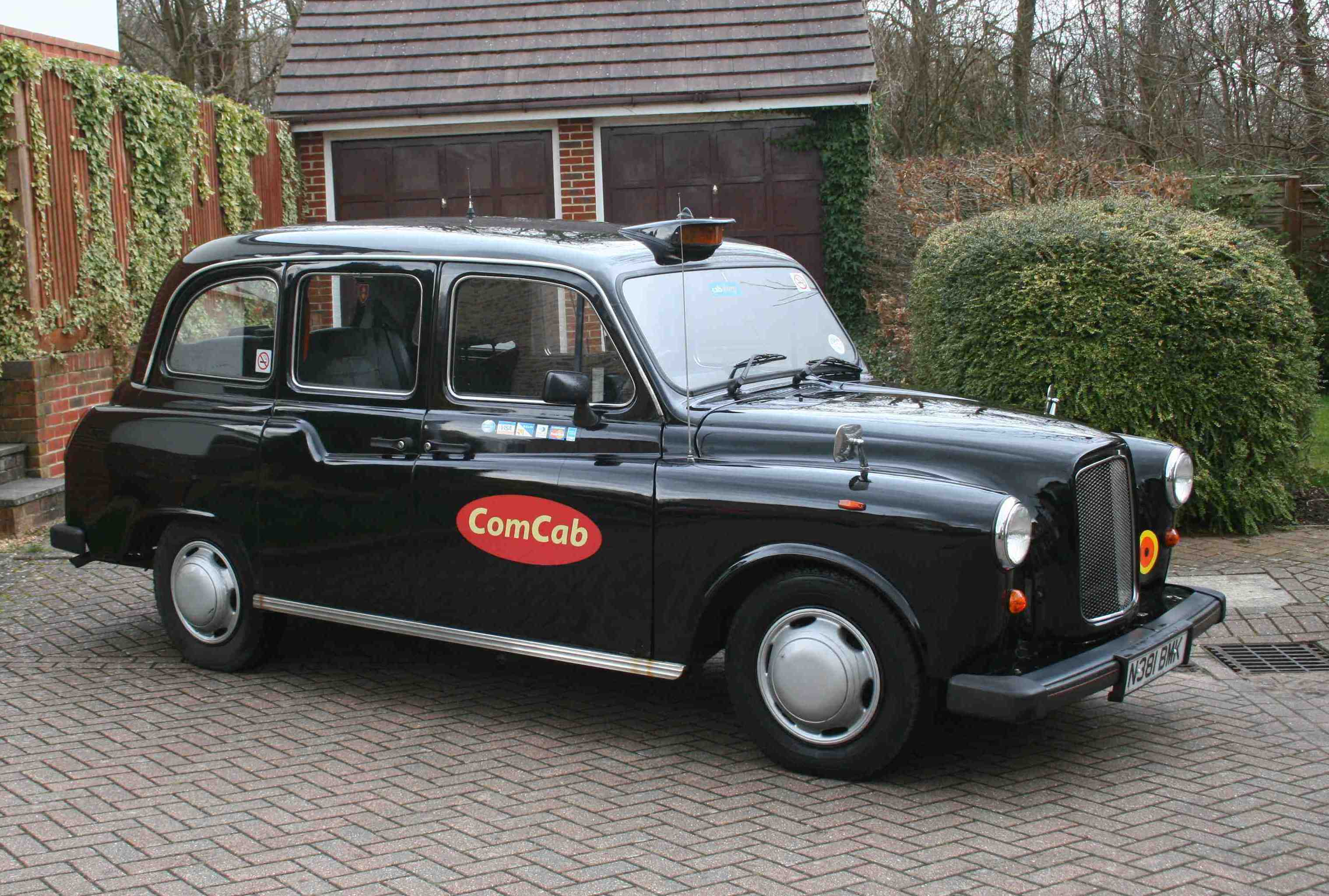
カーボディーズ・フェアウェイ95（1995年）
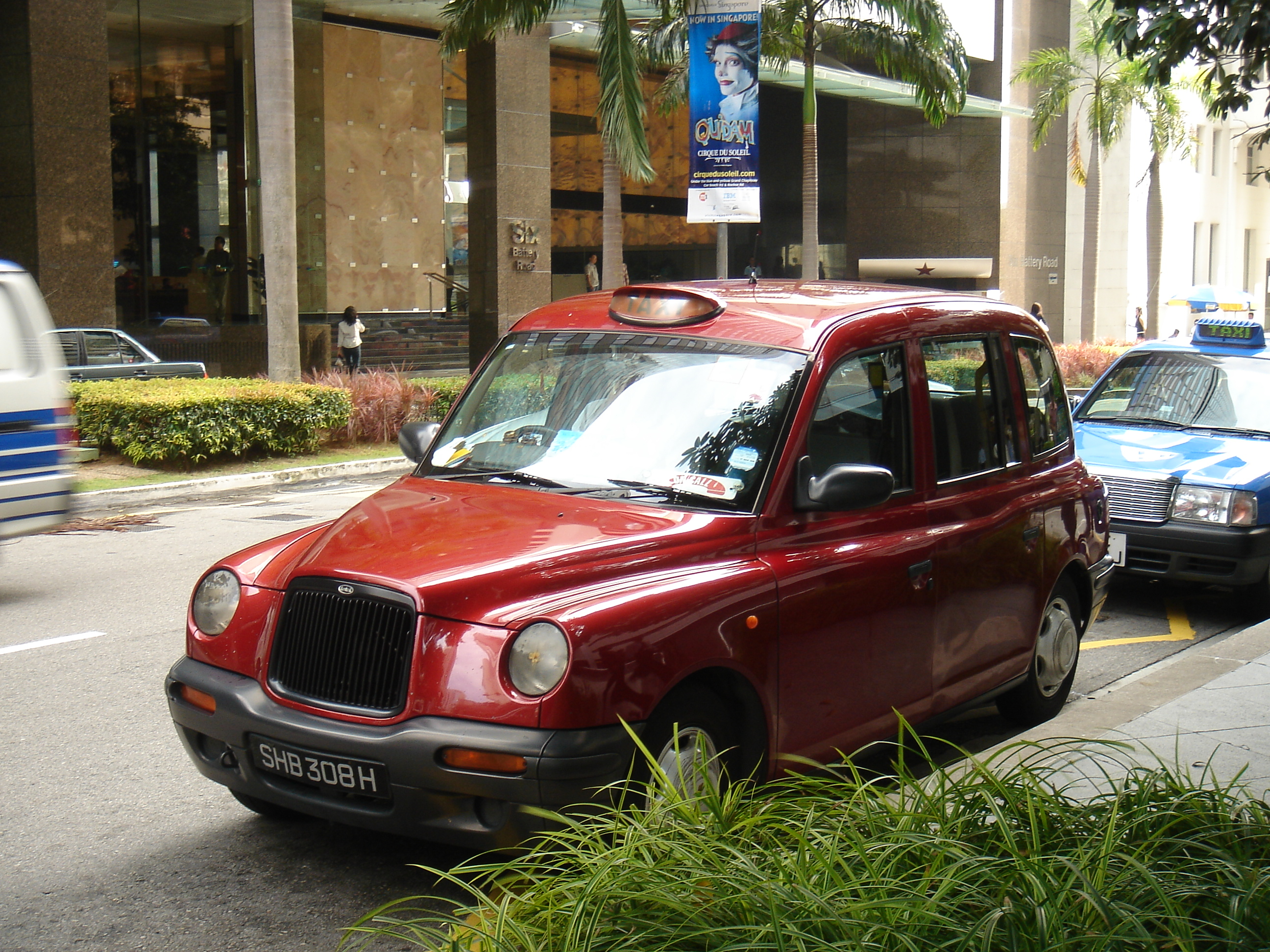
TX1
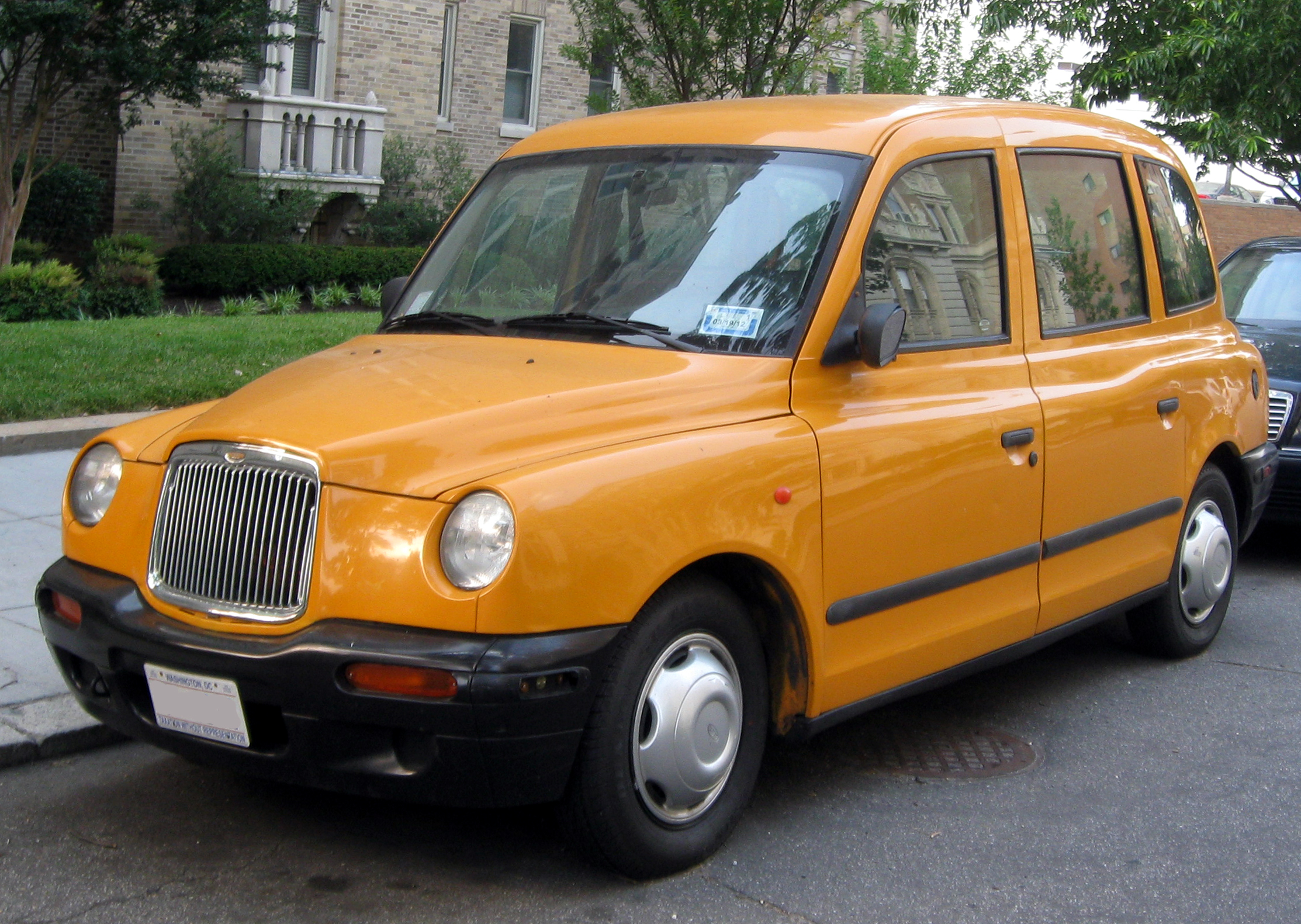
TXII
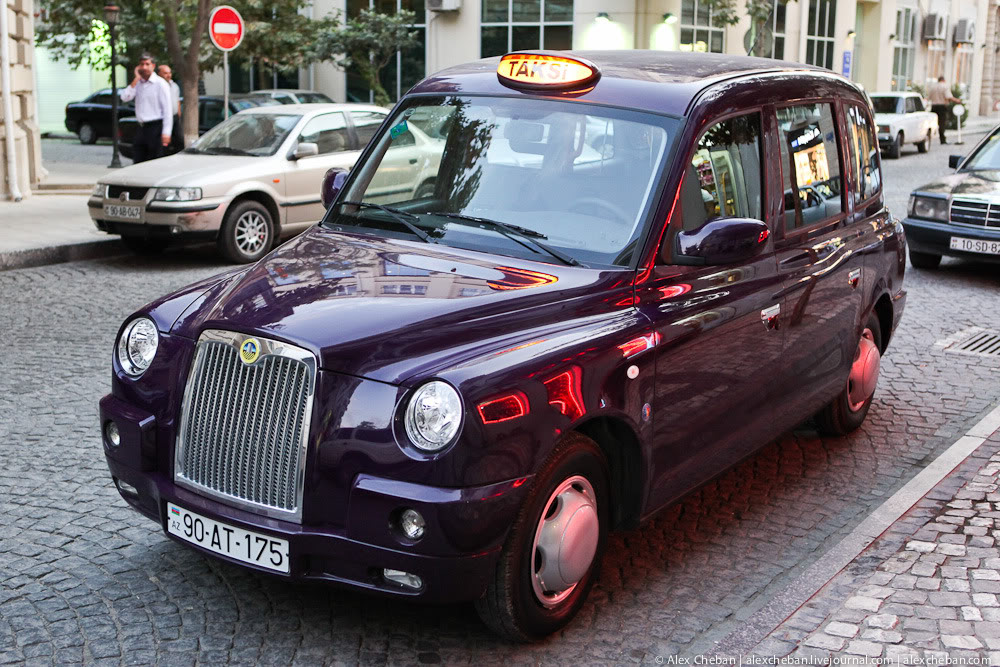
TX4